# Liste des épisodes d'Amazing Spider-Man : Les années à l'université
Pour un article plus général, voir Liste des épisodes de Spider-Man.
La liste des épisodes d'Amazing Spider-Man : Les années à l'université est une liste de comic books autour du personnage de Spider-Man.

## Les années à l'université (#31 - #185)
Le deuxième arc narratif d'Amazing Spider-Man commence lorsque Peter entre à Empire State University.
| | | | | |
| 31 | Est-ce écrit dans le ciel? (If this be my destiny...) | Stan Lee | Steve Ditko | Décembre 1965 |
| Peter Parker se rend aux inscriptions pédagogiques sur le campus d'Empire State University. Mais la veille de la rentrée, May tombe gravement malade et hospitalisée. Le lendemain, trop préoccupé, Peter ignore Flash sur le campus, alors qu'il veut lui présenter ses nouveaux camarades : Harry Osborn, et Gwen Stacy. Il se fait détesté sur le campus parce que, la tête dans les nuages, il ne répond à personne. Pendant ce temps, de nombreux vols de matériel sont commis sur les ordres d'un mystérieux individu demeurant dans une base secrète sous-marine, qui se fait appeler le Maître Planificateur... | | | | |
| Remarques | Première apparition de Gwen Stacy, Harry Osborn, du professeur Warren. | Première apparition de Gwen Stacy, Harry Osborn, du professeur Warren. | Première apparition de Gwen Stacy, Harry Osborn, du professeur Warren. | Première apparition de Gwen Stacy, Harry Osborn, du professeur Warren. |
| | | | | |
| 32 | Spider-Man se déchaîne (Man on a rampage) | Stan Lee et Steve Ditko | Steve Ditko | Janvier 1966 |
| Peter fait exprès de s'embrouiller avec Ned Leeds et Betty Brant pour pouvoir acter sa séparation avec Betty. A l'hôpital, il apprend que May est malade à cause de la transfusion de son sang, radioactif, d'il y a quelques mois. Il travaille avec le Dr Curt Connors pour trouver un antidote, mais un sérum essentiel pour l'antidote est dérobé. Spider-Man se lance à la poursuite des voleurs et découvre la base sous-marine d'où le Dr Octopus tirait les ficelles. Au cours de la bataille entre les deux hommes le plafond s'écroule et Spider-Man se retrouve coincé sous des tonnes d'acier. | | | | |
| | | | | |
| 33 | Combat contre la mort (The final chapter) | Stan Lee et Steve Ditko | Steve Ditko | Février 1966 |
| Avec l'énergie du désespoir, Spider-Man parvient à s'extirper de sous les blocs d'acier. Il bat l'équipe de mercenaires affiliés à Octopus, qui parvient à s'échapper. Bien qu'en piteux état, il rapporte le sérum au Dr Connors afin que celui-ci fabrique l'antidote permettant de sauver May Parker. Spider-Man l'apporte à l'hôpital, et la transfusion permet de stopper net la dégénerescence sanguine de May. Sauvée, Peter rentre chez lui. | | | | |
| | | | | |
| 34 | La nuit du chasseur (The thrill of the hunt) | Stan Lee et Steve Ditko | Steve Ditko | Mars 1966 |
| Le problème de santé de May étant derrière lui, Peter peut enfin aller à l'université le coeur léger. Gwen Stacy continue de penser que Peter n'est pas un mauvais bougre, bien qu'il ait ignoré tous ceux qui voulaient lui parler récemment. Harry Osborn ostracise Peter lors des cours. Au même moment, Kraven tente de prendre sa revanche sur Spider-Man : il se déguise en lui et terrorise Jameson. Spidey tombe sur son double dans la rue, et ils se battent. Kraven est de nouveau battu. Betty Brant démissionne du Bugle. | | | | |
| Remarques | Betty Brant quitte New York. | Betty Brant quitte New York. | Betty Brant quitte New York. | Betty Brant quitte New York. |
| | | | | |
| 35 | L'homme de lave récidive (The Molten Man regrets...) | Stan Lee et Steve Ditko | Steve Ditko | Avril 1966 |
| L'Homme de Métal est libéré de prison. Il commet plusieurs vols en utilisant un déguisement. Spidey le suit et ils se battent. L'Homme de Métal est arrêté par la police. Grâce aux photos prises par Peter Parker, sa culpabilité est prouvée. Peter va vendre les photos à Jameson, et tombe sur la secrétaire remplaçante de Betty, qui lui apprend qu'elle et Ned Leeds ont quitté le journal. Elle lui donne la dernière chose qu'il restait sur son bureau : une photo de Peter. | | | | |
| | | | | |
| 36 | Un cadeau tombé du ciel (When falls the meteor) | Stan Lee et Steve Ditko | Steve Ditko | Mai 1966 |
| Un savant, Norton G. Fester, découvre une météorite. Le gaz qui s'en s'en échappe qui lui donne une force surhumaine et lui fait perdre la tête. Il devient le Pilleur, un voleur qui attaque banques et musées. Sur le campus, Sally, une amie de Gwen Stacy veut lui prouver que Peter n'est pas quelqu'un de mauvais : elle l'invite à sa soirée, ce que Peter accepte. Se rendant compte qu'il risque de retomber dans la même situation qu'avec Betty Brant, il refuse finalement. Il se rend à une exposition où va Gwen. Le Pilleur arrive et pour le battre, Peter doit fuir la salle et revenir en Spider-Man. Gwen est donc persuadé que Peter est un lâche. | | | | |
| Remarques | Première apparition du Pilleur. | Première apparition du Pilleur. | Première apparition du Pilleur. | Première apparition du Pilleur. |
| | | | | |
| 37 | Il était une fois un robot... (Once upon a time, there was a robot) | Stan Lee et Steve Ditko | Steve Ditko | Juin 1966 |
| L'ingénieur Mendel Stromm est libéré de prison après dix ans. Il construit aussitôt un robot pour se venger du responsable de son emprisonnement et celui qui a volé ses inventions : Norman Osborn. Il fait exploser un laboratoire lui appartenant. Pendant ce temps, Peter essaie de se rapprocher de Gwen Stacy, pour qui il commence à avoir le béguin. Spidey retrouve Mendel Stromm, qui meurt d'une crise cardiaque pendant leur affrontement. Norman Osborn chercher à neutraliser Spider-Man, qui en sait trop sur les rapports entre Stromm et lui. | | | | |
| Remarques | Première apparition de Mendel Stromm et révélation de Norman Osborn. Mende Stromm meurt avant de pouvoir révéler un secret au sujet de Norman Osborn.                                                                                           | Première apparition de Mendel Stromm et révélation de Norman Osborn. Mende Stromm meurt avant de pouvoir révéler un secret au sujet de Norman Osborn.                                                                                           | Première apparition de Mendel Stromm et révélation de Norman Osborn. Mende Stromm meurt avant de pouvoir révéler un secret au sujet de Norman Osborn.                                                                                           | Première apparition de Mendel Stromm et révélation de Norman Osborn. Mende Stromm meurt avant de pouvoir révéler un secret au sujet de Norman Osborn.                                                                                           |
| | | | | |
| 38 | Les feux de la rampe (Just a guy named Joe) | Stan Lee et Steve Ditko | Steve Ditko | Juillet 1966 |
| Un boxeur raté, Joe Smith, obtient un petit rôle pour un film. Les produits chimiques auxquels il est exposé le rendent agressif. Au Bugle, Peter rencontre Ned Leeds, qui est remonté contre Peter car Betty a disparu sans laisser de trace. Smith se bat contre Spider-Man et regagne ses esprits, obtenant un rôle important dans un film. Spidey mène une dure vie : il devient encore plus impopulaire en refusant de manifester sur le campus, et en plus, des criminels ont été payés en secret par Norman Osborn pour qu'ils tuent Spider-Man. | | | | |
| Remarques | Dernier numéro écrit et dessiné par Steve Ditko avant son départ de Marvel. | Dernier numéro écrit et dessiné par Steve Ditko avant son départ de Marvel. | Dernier numéro écrit et dessiné par Steve Ditko avant son départ de Marvel. | Dernier numéro écrit et dessiné par Steve Ditko avant son départ de Marvel. |
| | | | | |
| 39 | Qu'il était vert mon Bouffon (How green was my Goblin) | Stan Lee | John Romita Sr. | Août 1966 |
| Peter a un rhume mais va tout de même en cours. Il sympathise avec Harry Osborn, qui, comme lui, est orphelin. Sa relation ave son père, Norman Osborn, s'est récemment tendue. Après les cours, Spidey arrête un bracage, qui était en fait un piège du Bouffon Vert. Il le suit dans la rue et découvre son identité secrète. Alors que Peter Parker rentre chez lui, le Bouffon Vert surgit et le conduit dans son repaire et lui dévoile à son tour son identité : Norman Osborn. | | | | |
| Remarques | L'identité du Bouffon Vert est révélée comme étant celle de Norman Osborn. | L'identité du Bouffon Vert est révélée comme étant celle de Norman Osborn. | L'identité du Bouffon Vert est révélée comme étant celle de Norman Osborn. | L'identité du Bouffon Vert est révélée comme étant celle de Norman Osborn. |
| | | | | |
| 40 | Spidey se sauve la mise (Spidey saves the day) | Stan Lee | John Romita Sr. | Septembre 1966 |
| Norman Osborn retient prisonnier Peter Parker et lui raconte comment il est devenu le Bouffon Vert. Peter parvient à se libérer. Lors du combat contre le Bouffon Vert, Norman Osborn reçoit une décharge électro-chimique qui efface tous ses souvenirs depuis qu'il est devenu le Bouffon. Il est hospitalisé, et Peter retourne chez lui, où tante May l'attend. Betty Brant décide de revenir à New York. | | | | |
| Remarques | Norman Osborn perd la mémoire. | Norman Osborn perd la mémoire. | Norman Osborn perd la mémoire. | Norman Osborn perd la mémoire. |
| | | | | |
| 41 | Les cornes du Rhino (The horns of the Rhino) | Stan Lee | John Romita Sr. | Octobre 1966 |
| John Jameson passe au Bugle pour retrouver son père, JJJ. Pendant ce temps, un individu dans une armure de combat grise, qui se fait appeler le Rhino, terrorise le sud des Etats-Unis. Peter croise Betty dans la rue et Peter sent qu'ils n'ont définitivement plus aucune flamme commune. Spider-Man affronte un adversaire beaucoup plus fort que lui, le Rhino, qui a enlevé John Jameson. Pour une raison que Peter ignore, ce dernier était protégé par des agents fédéraux. | | | | |
| Remarques | Retour de Betty Brant à New York. Début du flirt avec Gwen Stacy. Le troisième Amazing Spider-Man Annual se déroule chronologiquement après cette histoire.                                                                                     | Retour de Betty Brant à New York. Début du flirt avec Gwen Stacy. Le troisième Amazing Spider-Man Annual se déroule chronologiquement après cette histoire.                                                                                     | Retour de Betty Brant à New York. Début du flirt avec Gwen Stacy. Le troisième Amazing Spider-Man Annual se déroule chronologiquement après cette histoire.                                                                                     | Retour de Betty Brant à New York. Début du flirt avec Gwen Stacy. Le troisième Amazing Spider-Man Annual se déroule chronologiquement après cette histoire.                                                                                     |
| | | | | |
| 42 | La naissance d'un super-héros (The birth of a superhero) | Stan Lee | John Romita Sr. | Novembre 1966 |
| John Jameson acquiert brusquement une force considérable à cause de micro-organismes qui se sont attachés à lui pendant son dernier vol dans l'espace. Au même moment, Spider-Man est aperçu en train de braquer une banque : Jameson envoie son fils battre Spidey. Pendant ce temps, le Rhino parvient à s'échapper. John Jameson perd la raison à cause des micro-organismes, mais un choc électromagnétique fait redevenir normal. Gwen Stacy invite Peter à sa fête, mais il doit annuler, car il doit dîner avec la nièce de Mme. Watson. Sonnant à la porte, il découvre Mary Jane Watson. | | | | |
| Remarques | John Jameson devient Colonel Jupiter. Révélation de Mary Jane Watson. | John Jameson devient Colonel Jupiter. Révélation de Mary Jane Watson. | John Jameson devient Colonel Jupiter. Révélation de Mary Jane Watson. | John Jameson devient Colonel Jupiter. Révélation de Mary Jane Watson. |
| | | | | |
| 43 | La fureur du Rhino (Rhino on the rampage) | Stan Lee | John Romita Sr. | Décembre 1966 |
| Betty Brant et Ned Leeds se fiancent. Pendant ce temps, lors du dîner entre les Parker et les Watson, Peter flirte avec Mary Jane. Le Rhino profite de l'absence du super-héros masqué pour commettre de nombreux délits, et Mary Jane demande que Peter l'accompagne sur les lieux pour voir le Rhino en vrai. Ne pouvant l'arrêter, Spider-Man met au point avec le Dr Connors un produit qui détruit la peau artificielle du Rhino. A court d'argent pour acheter les médicaments de tante May, Peter doit annuler son rendez-vous avec Mary Jane. | | | | |
| Remarques | Fiançailles de Betty Brant et Ned Leeds. | Fiançailles de Betty Brant et Ned Leeds. | Fiançailles de Betty Brant et Ned Leeds. | Fiançailles de Betty Brant et Ned Leeds. |
| | | | | |
| 44 | Le retour du Lézard (Where crawls the Lizard) | Stan Lee | John Romita Sr. | Janvier 1967 |
| Arrivé en gare de New York, Curt Connors se retransforme en le Lézard. Peter Parker se met en chasse mais perd sa trace. Frederick Foswell décide de lancer une enquête sur Peter, qu'il trouve louche. Gwen Stacy propose à Peter de l'aider à la fac, tandis que Flash lui annonce qu'il a été sélectionné pour partir au Viet-Nam. Durant un nouvel affrontement contre le Lézard, Spider-Man chute lourdement sur le sol et est gravement blessé au bras. Le Lézard en profite pour s'enfuir. | | | | |
| | | | | |
| 45 | Spidey contre-attaque (Spidey smashes out) | Stan Lee | John Romita Sr. | Février 1967 |
| Peter doit camoufler sa blessure au bras pour éviter que l'on ne comprenne qu'il est Spider-Man. Gwen organise une fête pour le départ au Vietnam de Flash et invite indirectement Peter. Le bras cassé, Spider-Man doit combattre le Lézard et les reptiles qui sont sous son contrôle. Spider-Man s'introduit dans un wagon frigorifique suivi par le Lézard. Le froid endort le Lézard ce qui permet à Spider-Man de le capturer et de lui administrer un antidote pour lui rendre son apparence humaine. Peter doit annuler un rendez-vous avec Mary Jane, qui va danser avec Harry Osborn à la place. | | | | |
| | | | | |
| 46 | Le sinistre Shocker (The sinister Shocker) | Stan Lee | John Romita Sr. | Mars 1967 |
| Toujours blessé au bras, Spider-Man doit affronter un nouvel ennemi : le Shocker. Il s'agit d'un ancien perceur de coffre-fort qui s'est fabriqué une arme de poing émettant des vibrations capables d'abattre des murs. Peter Parker devient le colocataire de Harry Osborn. Foswell le file dans la rue et voit Peter disparaître dans une ruelle et Spidey apparaître. Comprenant qu'il a été démasqué, Peter met en place un stratagème pour convaincre Foswell du contraire. | | | | |
| Remarques | Première apparition du Shocker. Peter emménage avec Harry Osborn. | Première apparition du Shocker. Peter emménage avec Harry Osborn. | Première apparition du Shocker. Peter emménage avec Harry Osborn. | Première apparition du Shocker. Peter emménage avec Harry Osborn. |
| | | | | |
| 47 | Au pouvoir du chasseur (In the hands of the hunter) | Stan Lee | John Romita Sr. | Avril 1967 |
| Kraven devait être payé payé par Norman Osborn pour traquer Spider-Man, qui ne l'avait jamais payé. Il décide de revenir à la charge et traquer Osborn. Peter vit ses premiers jours dans son nouvel appartement avec son colocataire, Harry. Gwen organise une soirée pour Flash, qui part combattre au Vietnam. Peter est inquiet car Harry a le béguin pour Gwen. Kraven surgit et enlève Harry et Norma, que Spidey sauve. Kraven parvient à s'enfuir et Flash part le lendemain au Vietnam.sh part le lendemain au Vietnam. | | | | |
| | | | | |
| 48 | Les ailes du Vautour (The wings of the Vulture) | Stan Lee | John Romita Sr. | Mai 1967 |
| Gravement malade, le Vautour est soigné à l'infirmerie de la prison. Un codétenu, Blackie Drago, parvient à lui soutirer des informations concernant les gadgets du Vautour. Après s'être évadé, il récupère les ailes du Vautour et prend sa place pour commettre des vols. A l'université, Gwen se coiffe comme Mary Jane pour plaire à Peter. Ce dernier doit quitter la fac car il a une fièvre. C'est un Spider-Man diminué qui intervient contre le Vautour. Il tombe sur le toit d'un immeuble et est laissé pour mort par son ennemi. | | | | |
| | | | | |
| 49 | Deux vilains sinon rien (From the depths of defeat) | Stan Lee | John Romita Sr. | Juin 1967 |
| Spider-Man reprend conscience et rentre chez lui pour s'aliter. Le Vautour continue ses méfaits. Gwen et Mary Jane passent à son appartement pour lui passer le bonjour, mais elles partent sans que Peter ait pu les voir. Il enfile son costume et part affronter à la fois le Vautour et Kraven. Il rentre à temps chez lui pour être ausculté par le docteur Bromwell. | | | | |
| Remarques | L'aventure de Marvel Super Heroes #14 se déroule chronologiquement après ce numéro. | L'aventure de Marvel Super Heroes #14 se déroule chronologiquement après ce numéro. | L'aventure de Marvel Super Heroes #14 se déroule chronologiquement après ce numéro. | L'aventure de Marvel Super Heroes #14 se déroule chronologiquement après ce numéro. |
| | | | | |
| 50 | Spider-Man n'est plus (Spider-Man no more) | Stan Lee | John Romita Sr. | Juillet 1967 |
| La double identité de Peter Parker lui pèse. Sa tante est de nouveau malade, ses notes à l'université se dégradent, il est obligé de refuser une invitation de Gwen, et Jameson lance une nouvelle croisade contre Spider-Man. Peter, déprimé, décide de renoncer à sa carrière de justicier et jette son costume dans une poubelle. Il se rapproche de Gwen, qui sous-entend qu'elle l'aime. La criminalité repart toutefois à la hausse, ce qui permet au Caïd d'étendre son emprise sur New York. Il enlève Foswell. Peter se rappelle son oncle Ben, et, faisant face à ses responsabilités, redevient Spider-Man. | | | | |
| Remarques | Première apparition du Caïd. | Première apparition du Caïd. | Première apparition du Caïd. | Première apparition du Caïd. |
| | | | | |
| 51 | Dans les griffes du Caïd (In the clutches of... the Kingpin) | Stan Lee | John Romita Sr. | Août 1967 |
| Spidey revient en force pour remettre de l'ordre dans les rues de New York. Il retourne au Bugle pour vendre des photos. Mais le Caïd, furieux des articles de Jameson au sujet du renouveau de la criminalité, le fait enlever. Pendant ce temps, la tension entre Gwen et Mary Jane au sujet s'intensifie. Spidey s'introduit dans le QG du Caïd pour délivrer Foswell mais le Caïd parvient à le neutraliser à l'aide d'un gaz asphyxiant. | | | | |
| Remarques | Première apparition de Robbie Robertson comme assistant de J. Jonah Jameson. | Première apparition de Robbie Robertson comme assistant de J. Jonah Jameson. | Première apparition de Robbie Robertson comme assistant de J. Jonah Jameson. | Première apparition de Robbie Robertson comme assistant de J. Jonah Jameson. |
| | | | | |
| 52 | Mourir en héros (To die a hero) | Stan Lee | John Romita Sr. | Septembre 1967 |
| Le Caïd fait enfermer un Spider-Man inconscient et J. Jonah Jameson dans une cellule, et la fait inonder. Spider-Man reprend ses esprits juste à temps et s'en échappe avec Jameson. Pendant ce temps, Flash, en permission du Vietnam, retrouve Gwen, Harry et MJ au Silver Spoon. Le Caïd parvient à fuir, tandis que Foswell et Jameson tombent dans une embuscade. Foswell prend une balle destinée à Jameson et meurt. | | | | |
| Remarques | Le quatrième Amazing Spider-Man Annual se déroule chronologiquement après cette histoire. | Le quatrième Amazing Spider-Man Annual se déroule chronologiquement après cette histoire. | Le quatrième Amazing Spider-Man Annual se déroule chronologiquement après cette histoire. | Le quatrième Amazing Spider-Man Annual se déroule chronologiquement après cette histoire. |
| | | | | |
| 53 | Octopus entre en scène (Enter : Dr Octopus) | Stan Lee | John Romita Sr. | Octobre 1967 |
| Peter manque de se faire démasquer à l'université par le professeur Warren. Il l'invite à une exposition scientifique avec un autre étudiant de son choix. Peter invite Gwen, ce qui irrite Flash et Harry. A l'exposition, le Dr Octopus tente de s'emparer d'une nouvelle arme anti-missiles, le Nullificateur. Gwen et Warren remarquent que Peter a disparu. Spidey fait fuir Octopus. May et Anna décident de louer une chambre de leur maison commune. Octopus attire Spider-Man dans une maison piégée mais, grâce à son sixième sens, il échappe à l'explosion. | | | | |
| | | | | |
| 54 | Tentacules et souricière (The tentacles and the trap) | Stan Lee | John Romita Sr. | Novembre 1967 |
| May Parker et Anna Watson, qui louent une chambre, acceptent le Dr Octopus comme locataire. Peter le découvre et met en garde vigoureusement May, mais le docteur Octopus lui fait du chantage pour qu'il se taise. Spider-Man tente de le déloger mais la bagarre qu'il déclenche avec Octopus provoque une nouvelle attaque cardiaque chez May Parker. | | | | |
| | | | | |
| 55 | Doc Ock, vainqueur par K.O. (Doc Ock wins) | Stan Lee | John Romita Sr. | Décembre 1967 |
| Gwen et Mary Jane passent remonter le moral à Peter. John Jameson est chargé du transport sécurisé du Nullificateur, mais le Dr Octopus parvient à s'en emparer. Une longue bataille s'ensuit, et le Octopus se sert du Nullificateur sur Spider-Man : sous l'effet du rayon, il perd la mémoire. Octopus lui fait croire qu'il travaille pour lui. | | | | |
| | | | | |
| 56 | Waterloo (Disaster) | Stan Lee | John Romita Sr. | Janvier 1968 |
| Amnésique, Spider-Man entre au service du Dr Octopus et l'aide à voler le Nullificateur. Mais rapidement, son honnêteté reprend le dessus et il se retourne contre Octopus. Pendant ce temps, Gwen, inquiète de l'absence de Peter, va demander à Harry et May s'ils l'ont vu. Les forces armées, commandées par John Jameson, interviennent pour reprendre le Nullificateur. Octopus est touché par le rayon de l'appareil ce qui met ses bras articulés hors service. John Jameson, convaincu de l'innocence de Spider-Man, laisse le jeune héros s'échapper. | | | | |
| Remarques | Première apparition de George Stacy. | Première apparition de George Stacy. | Première apparition de George Stacy. | Première apparition de George Stacy. |
| | | | | |
| 57 | Ka-Zar est arrivé (The coming of Ka-Zar) | Stan Lee | John Romita Sr. | Février 1968 |
| May, inquiète de la disparition de son neveu, fait un nouveau malaise. Ka-Zar, de passage en ville avec son tigre à dents de sabre, est persuadé par Jameson d'attaquer Spider-Man. Harry Osborn trouve un émetteur-araignée dans la chambre de Peter, et pense que Spidey a enlevé son colocataire. Rien ne permet à Spidey de retrouver la mémoire, mais Gwen Stacy lui rappelle quelques bribes de son passé. Ka-Zar attaque Spider-Man, qui manque de se noyer. Ka-Zar gagne le combat. | | | | |
| | | | | |
| 58 | Pour aplatir une araignée (To kill a Spider-Man) | Stan Lee | John Romita Sr. et Don Heck | Mars 1968 |
| Spider-Man retrouve la mémoire après s'être noyé, et se disculpe auprès de Ka-Zar. Spencer Smythe crée pour J. Jonah Jameson un nouveau robot anti-araignée : le Spidericide (Spider-Slayer). Il suit Spider-Man tandis qu'il essaie de rentrer à son appartement pour se changer. Spider-Man parvient à faire exploser le robot après une course-poursuite dans la ville, et rentre chez lui. | | | | |
| | | | | |
| 59 | Sous le signe de Brainwasher (The brand of the Brainwasher) | Stan Lee | John Romita Sr. et Don Heck | Avril 1968 |
| Peter Parker se rend au commissariat, car le NYPD le recherchait, et justifie son absence en prétextant un enlèvement de Spider-Man. George Stacy défend Spidey, et invite Peter chez lui. Il lui dit qu'il pense que Spidey est un jeune homme qui essaie de faire le bien. Gwen Stacy arrive et embrasse Peter. Ils partent à une soirée dansante, où un malfrat utilise Mary Jane Watson pour laver le cerveau de certains invités, dont George Stacy, sans qu'elle ne le sache. Il se fait enlever par les malfrats et Mary Jane Watson est prise en otage. Alors que Spidey va délivrer Stacy, le Caïd intervient. | | | | |
| Remarques | Premiers doutes de George Stacy à l'égard de l'identité de Spider-Man. Peter Parker et Gwen Stacy se mettent en couple. | Premiers doutes de George Stacy à l'égard de l'identité de Spider-Man. Peter Parker et Gwen Stacy se mettent en couple. | Premiers doutes de George Stacy à l'égard de l'identité de Spider-Man. Peter Parker et Gwen Stacy se mettent en couple. | Premiers doutes de George Stacy à l'égard de l'identité de Spider-Man. Peter Parker et Gwen Stacy se mettent en couple. |
| | | | | |
| 60 | Amère victoire (O, bitter victory) | Stan Lee | John Romita Sr. et Don Heck | Mai 1968 |
| Le Caïd soumet George Stacy à un lavage de cerveau pour qu'il lui obéisse. Il s'agit en fait d'un machination pour qu'il commette le vol de documents top-secrets. Peter se rend dans la soirée chez les Stacy, et comprend que quelque chose cloche. Alors que Stacy va le frapper, Peter le fait tomber au sol au moment où Gwen entre dans la pièce. Peter doit fuir ; mais Stacy prévient le Caïd que Peter est suspicieux à son sujet. Le Caïd envoie ses hommes traquer Peter Parker. Spidey prend en photo Stacy en train de voler les documents, et il les envoie à Jameson pour qu'ils soient publiés dans le Bugle. | | | | |
| | | | | |
| 61 | Quand la toile s'emmêle... (What a tangled web we weave...) | Stan Lee | John Romita Sr. et Don Heck | Juin 1968 |
| George Stacy est toujours sous l'influence du Caïd. Il s'en rend compte et s'en confie à sa fille Gwen. Ils sont enlevés par les hommes du Caïd. Spider-Man arrive et met hors d'état de nuire ses hommes de main, aidé par Norman Osborn, tandis que le Caïd s'échappe. Pendant ce temps, Norman Osborn tombe sur une photographie du Bouffon Vert dans le journal, et commence à se sentir bizarre. Gwen considère que Spider-Man est un héros, mais ne veut toujours plus adresser la parole à Peter. | | | | |
| | | | | |
| 62 | N'agacez pas Médusa (Make way for... Medusa) | Stan Lee | John Romita Sr. et Don Heck | Juillet 1968 |
| De passage à New York, Médusa est contactée par un fabricant de produits cosmétiques pour qu'elle fasse la promotion d'une laque pour les cheveux. En fait, il souhaite un combat entre Spider-Man et Médusa pour assurer sa publicité. De son côté, Norman Osborn est de plus en plus souvent la proie de souvenirs où apparaît le Bouffon Vert. Peter se rend chez Gwen, mais elle refuse toujours de lui parler. | | | | |
| Remarques | Le cinquième Amazing Spider-Man Annual se déroule chronologiquement après cette histoire. | Le cinquième Amazing Spider-Man Annual se déroule chronologiquement après cette histoire. | Le cinquième Amazing Spider-Man Annual se déroule chronologiquement après cette histoire. | Le cinquième Amazing Spider-Man Annual se déroule chronologiquement après cette histoire. |
| | | | | |
| 63 | Vol de nuit (Wings in the night) | Stan Lee | John Romita Sr. et Don Heck | Août 1968 |
| Peter se blesse lors d'une tempête de pluie, et, à la fac, Gwen ne veut plus lui parler. Le Vautour, échappé de prison, fait évader Blackie Drago, qui avait repris les ailes du premier Vautour. Il lui propose de s'associer avec lui mais rapidement les deux bandits en viennent aux mains. Spider-Man intervient pour sauver un enfant pris au milieu du combat et se retrouve face-à-face avec le vainqueur : le premier Vautour. Pendant ce temps, Norman Osborn sort progressivement de son amnésie. | | | | |
| | | | | |
| 64 | La proie du Vautour (The Vulture's prey) | Stan Lee | John Romita Sr. | Septembre 1968 |
| Sous les yeux de J. Jonah Jameson, le combat s'engage entre Spider-Man et le Vautour. Gwen et son père arrivent sur place, et elle aperçoit Jameson, à l'étage, en danger. Spider-Man chute du haut d'un immeuble et, avec ses dernières forces, arrache le moteur du costume du Vautour. Il perd conscience au milieu de la rue. | | | | |
| | | | | |
| 65 | Évasion impossible (The impossible escape) | Stan Lee | John Romita Sr. aidé de Jim Mooney | Octobre 1968 |
| George Stacy s'oppose à ce que Spider-Man soit démasqué en public. Il est transporté, inconscient, à l'infirmerie de la prison sous la surveillance du capitaine Stacy. Une mutinerie éclate et les prisonniers prennent le capitaine en otage. Ayant repris conscience, Spider-Man fait mine d'être du côté des mutins afin de mieux les capturer. Il fait disjoncter les fusibles de la prison et profite de l'obscurité pour capturer les malfrats et sauver Stacy. Harry cherche desespérément son père, qui a disparu. | | | | |
| Remarques | Cette histoire se passe concomitamment de Spectacular Spider-Man #2. | Cette histoire se passe concomitamment de Spectacular Spider-Man #2. | Cette histoire se passe concomitamment de Spectacular Spider-Man #2. | Cette histoire se passe concomitamment de Spectacular Spider-Man #2. |
| | | | | |
| 66 | Mystério ne se sent plus (The madness of Mysterio) | Stan Lee | John Romita Sr. aidé de Don Heck | Novembre 1968 |
| Peter récupère les vêtements et sa caméra qu'il avait laissés sur le toit du Bugle avant de se battre contre le Vautour. Il peine à s'endormir : il ne sait pas où Norman Osborn est passé, et Gwen le croit toujours coupable. Le lendemain, alors qu'il revient d'un concessionnaire à qui il a revendu sa moto, il croise Gwen. Son père lui a tout expliqué, et elle sait que Peter est innocent. Ils se mettent en couple à nouveau. Mystério tend un piège à Spider-Man qui se retrouve sur la maquette d'une fête foraine. | | | | |
| Remarques | Cette histoire se passe concomitamment de Spectacular Spider-Man #2. | Cette histoire se passe concomitamment de Spectacular Spider-Man #2. | Cette histoire se passe concomitamment de Spectacular Spider-Man #2. | Cette histoire se passe concomitamment de Spectacular Spider-Man #2. |
| | | | | |
| 67 | Une araignée de moins ? (To squash a spider) | Stan Lee | John Romita Sr. aidé de Jim Mooney | Décembre 1968 |
| Sous l'influence des illusions de Mystério, Spider-Man semble avoir rétréci à la taille d'une poupée. Il réussit à s'en sortir en attrapant Mystério à son propre jeu. Pendant ce temps, au Bugle, Robbie Robertson croise son fils, Randy, qui étudie également à Empire State University. | | | | |
| Remarques | Première apparition de Randy Robertson. | Première apparition de Randy Robertson. | Première apparition de Randy Robertson. | Première apparition de Randy Robertson. |
| | | | | |
| 68 | Campus en crise (Crisis on the campus) | Stan Lee | John Romita Sr. (storyboard) et Jim Mooney (dessins) | Janvier 1969 |
| Une révolte gronde sur le campus : les étudiants manifestent pour protester contre la mauvaise gestion du doyen. Peter se rend chez May avec Gwen pour lui annoncer sa relation avec elle. Le Caïd profite des manifestations pour s'emparer d'une tablette antique exposée au sein de l'université. Celle-ci contient un message secret qu'il souhaite déchiffrer. Il se bat contre Spider-Man mais réussit à s'échapper. | | | | |
| | | | | |
| 69 | Le Caïd dans le collimateur (Mission : Crush the Kingpin) | Stan Lee | John Romita Sr. (storyboard) et Jim Mooney (dessins) | Février 1969 |
| Spider-Man s'introduit dans l'antre du Caïd pour récupérer la tablette que celui-ci a volée. Randy Robertson est arrêté à cause des dégâts causés par la manifestation qu'il menait. Gwen Stacy va voir les manifestations pour s'opposer à leur méthode. L'un des manifestations se moque de Peter en le traitant de froussard, et elle le gifle. | | | | |
| | | | | |
| 70 | On recherche Spider-Man (Spider-Man wanted) | Stan Lee | John Romita Sr. (storyboard) et Jim Mooney (dessins) | Mars 1969 |
| Spider-Man reprend la tablette au Caïd tandis que celui-ci est mis derrière les barreaux. Fatigué et ne sachant où la déposer, il rentre chez lui, dépose la tablette dans son placard et s'endort. Le Caïd s'évade de prison pendant la nuit. Excédé et à bout de nerfs, Spider-Man trouve Jameson dans la rue et l'agresse verbalement. Jameson fait un malaise tandis que Spidey s'enfuit. | | | | |
| | | | | |
| 71 | Fileur et sprinter (The speedster and the spider) | Stan Lee | John Romita Sr. (storyboard) et Jim Mooney (dessins) | Avril 1969 |
| Spider-Man remet la tablette volée au capitaine Stacy. Peter innocente à la fois Spidey et les manifestants grâce aux photos qu'il a prises à la fac pendant son combat contre le Caïd. Il reçoit une paie importante de la part de Robbie, qui remplace Jameson comme éditeur-en-chef du Bugle tandis que celui-ci se repose. Vif-Argent, tout juste arrivé en ville, veut se racheter de ses mauvaises actions passées en tentant de capturer Spider-Man, qu'il prend pour un voleur. | | | | |
| | | | | |
| 72 | Shock'n roll, Yé !! (Rocked by... the Shocker) | Stan Lee | John Buscema, John Romita Sr. et Jim Mooney | Mai 1969 |
| Le Shocker entre dans la maison des Stacy et force le coffre-fort du capitaine Stacy pour voler la tablette et essayer de la revendre au plus offrant. Stacy est blessé, et Gwen appelle la police. Personne ne veut acheter l'objet par crainte de se frotter à Spider-Man. Pendant ce temps, Gwen se réconcilie avec Gwen, mais Flash, en permission, irrite Peter. Le Shocker décide alors d'attaquer un fourgon blindé avant d'être arrêté. | | | | |
| | | | | |
| 73 | Coup de toile (The web closes) | Stan Lee | John Buscema, John Romita Sr. et Jim Mooney | Juin 1969 |
| Au service de la Maggia, l'Homme-Montagne s'introduit chez la petite amie du Shocker pour s'emparer de la tablette. Spider-Man est contraint de laisser le voleur s'enfuir avec la tablette pour sauver la jeune femme qu'il a jetée d'une fenêtre de l'immeuble. La tablette atterrit enfin chez Silvermane, le vieux chef de la Maggia. Pendant ce temps, Robbie Robertson explique à son fils Randy le danger de l'essentialisme et du racisme. | | | | |
| Remarques | Introduction de l'Homme-Montagne et de Silvermane | Introduction de l'Homme-Montagne et de Silvermane | Introduction de l'Homme-Montagne et de Silvermane | Introduction de l'Homme-Montagne et de Silvermane |
| | | | | |
| 74 | Branle-bas de combat (If this be bedlam) | Stan Lee | John Romita Sr. (storyboard) et Jim Mooney (dessins) | Juillet 1969 |
| Silvermane enlève le Dr Curt Connors et l'oblige à travailler sur la tablette pour en découvrir le secret. Détenant sa femme et son fils, il le contraint à préparer un sérum à partir des indications déchiffrées sur la tablette. Pendant ce temps, Peter, accablé par ses problèmes, ignore ses camarades sur le campus. A son repaire, Silvermane avale la préparation de Connors et retrouve la jeunesse. | | | | |
| | | | | |
| 75 | Chronique d'une mort imprévue (Death without warning) | Stan Lee | John Romita Sr. (storyboard) et Jim Mooney (dessins) | Août 1969 |
| Au terme de son enquête sur le vol de la tablette, Spider-Man s'introduit au sein du repaire de la Maggia. Le Dr Connors en profite pour s'enfuir mais se transforme en Lézard. Au fur et à mesure de son rajeunissement, Silvermane retrouve vigueur et intelligence. Le phénomène s'emballe et il redevient un enfant, puis un bébé, avant de disparaître. Au même moment, le Lézard prépare sa revanche... | | | | |
| | | | | |
| 76 | Un lézard par la ville (The Lizard lives) | Stan Lee | John Buscema et Jim Mooney | Septembre 1969 |
| Peter se rend chez Gwen qui lui demande qu'il lui révèle le secret qu'il lui cache. Il répond qu'il compte attendre un peu avant de lui dire. Il croise ensuite George Stacy et Robbie Robertson, qui enquêtent sur l'identité de l'Araignée, ce qui le met mal à l'aise. Enfilant son costume dans l'après-midi, Spidey tombe sur le Lézard. Au cours du combat, il feint la défaite pour ne pas blesser son ami Connors, qui est dominé par le Lézard, mais la Torche Humaine intervient. | | | | |
| | | | | |
| 77 | La rage de vaincre (In the blaze of battle) | Stan Lee | John Buscema et Jim Mooney | Octobre 1969 |
| Dans ce combat triangulaire, Spider-Man doit capturer le Lézard tout en empêchant la Torche Humaine de lui faire du mal. Spider-Man parvient à s'emparer du Lézard et lui rend son apparence humaine en l'aspergeant de chlorure de calcium. | | | | |
| | | | | |
| 78 | La nuit du Rôdeur (The night of the Prowler) | Stan Lee | John Buscema et Jim Mooney | Novembre 1969 |
| L'affaire du Lézard derrière lui, Peter téléphone à Gwen pour dîner avec elle, mais elle a déjà réservé sa soirée. La tête préoccupée par Gwen, désœuvré, Peter erre un soir dans les rues de New York, et voit Gwen et Flash dans la table d'un café. Pendant ce temps, un jeune laveur de vitres en proie à des difficultés d'argent se confectionne un costume de cambrioleur et devient le Rôdeur. Alors que Peter passe au Daily Bugle, il tombe nez à nez avec le Rôdeur qui vient de s'emparer de la paie des employés. | | | | |
| Remarques | Première apparition du Rôdeur. | Première apparition du Rôdeur. | Première apparition du Rôdeur. | Première apparition du Rôdeur. |
| | | | | |
| 79 | Nous n'irons plus rôder (To prowl no more) | Stan Lee | John Buscema et Jim Mooney | Décembre 1969 |
| Peter Parker est confronté au Rôdeur sous les yeux de Jameson. Pour garder son identité secrète, Peter fait semblant d'être battu. Se faisant chuter du bâtiment, il se réceptionne, enfile son costume, et repart à la charge. Le Rôdeur s'échappe et le héros, exténué, rentre chez lui. Le lendemain, à la fac, il dit à Gwen qu'il sait pour elle et Flash, et ne lui adresse plus la parole. Pendant la nuit, il bat aisément le Rôdeur, mais s'aperçoit que c'est un jeune homme de son âge. Il le laisse partir après lui avoir fait promettre d'arrêter ses méfaits. | | | | |
| | | | | |
| 80 | Sur la piste du Caméléon (On the trail of... the Chameleon) | Stan Lee | John Buscema et Jim Mooney | Janvier 1970 |
| Flash vient chez Peter pour clarifier la situation avec Gwen : elle l'avait invitée au café pour lui demander s'il savait pourquoi Peter disparaissait toujours lorsque le danger pointait le bout de son nez. Cela rassérène Peter, qui comprend que Gwen ne le trompe pas. Elle l'invite au musée dont son père a la charge de la sécurité. Le Caméléon prend l'apparence de George Stacy, puis celle de Peter Parker, afin de dérober des tableaux exposés au musée. Spider-Man l'arrête. | | | | |
| | | | | |
| 81 | Le Kangourou en piste (The coming of Kangaroo) | Stan Lee | John Buscema et Jim Mooney | Février 1970 |
| Un ancien boxeur, devenu voleur sous le nom du Kangoruou, s'empare par erreur d'une fiole contenant de dangereuses bactéries. Spider-Man parvient à récupérer le flacon mais le Kangourou s'enfuit. Tante May fait un malaise. | | | | |
| Remarques | Première apparition du Kangourou. | Première apparition du Kangourou. | Première apparition du Kangourou. | Première apparition du Kangourou. |
| | | | | |
| 82 | Lors on vit Electro (And then came Electro) | Stan Lee | John Romita Sr. et Jim Mooney | Mars 1970 |
| Electro est sorti de prison et s'est apparemment rangé en devenant électriciant. Il attend dans l'ombre le moment de sa revanche. Il décide d'enfiler à nouveau son costume lorsqu'il apprend que Spider-Man est l'invité d'une émission télévisée. Peter et Gwen se rendent à une fête de retour pour Flash, où celui-ci irrite Peter en draguant Gwen. Electro interrompt l'émission pour essayer de révéler au monde l'identité secrète de Spider-Man, mais échoue. | | | | |
| Remarques | | | | |
| | | | | |
| 83 | Le Conspirateur (The Schemer) | Stan Lee | John Romita Sr. et Mike Esposito | Avril 1970 |
| Alors que Peter Parker et Gwen Stacy flânent dans la rue, une voiture roulant à toute allure est sur le point de percuter Gwen. Peter se jette devant pour la protéger, mais la jeune fille est blessée. Peter, sous le costume de Spider-Man, poursuit le véhicule. Il s'agit de bandits travaillant pour le Conspirateur, un des nouveaux chefs du milieu new-yorkais. Lorsque Peter retourne à l'hôpital où Gwen se repose, indignée que Peter ne soit pas resté à son chevet, elle le fait reconduire à la sortie. | | | | |
| Remarques | Première apparition du Conspirateur. | Première apparition du Conspirateur. | Première apparition du Conspirateur. | Première apparition du Conspirateur. |
| | | | | |
| 84 | Le Caïd revient au score (The Kingpin strikes back) | Stan Lee | John Romita Sr., John Buscema et Jim Mooney | Mai 1970 |
| Spider-Man est à la poursuite du Conspirateur tandis que le Caïd voit d'un mauvais œil l'arrivée de ce nouveau venu. Le Caïd vit une tragédie personnelle car son fils, reporté mort dans un accident montagnard dans les Alpes, s'est en fait suicidé. Le Conspirateur, toujours suivi par Spider-Man, s'introduit chez le Caïd pour le menacer. Pendant la bagarre qui éclate entre le Caïd et Spider-Man, le Conspirateur s'enfuit. | | | | |
| Remarques | Première apparition de Vanessa Fisk. | Première apparition de Vanessa Fisk. | Première apparition de Vanessa Fisk. | Première apparition de Vanessa Fisk. |
| | | | | |
| 85 | Le secret du Conspirateur (The secret of the Schemer) | Stan Lee | John Romita Sr. et John Buscema | Juin 1970 |
| George et Gwen Stacy arrivent à l'improviste chez Peter. George questionne Peter sur son lien avec Spider-Man, en soulignant le fait que Peter semble toujours être au bon endroit au bon moment. Comprenant que George est sur la bonne piste, Peter s'enferme dans sa chambre, enfile son costume, et entre dans le salon par la vitre en exigeant de savoir où est Peter. Cela permet de dissiper les doutes sur son identité pendant un temps. Pendant ce temps, En découvrant les photos de Peter Parker dans le Daily Bugle, le Caïd s'aperçoit que c'est sa femme, Vanessa, qui a fait entrer le Conspirateur à leur domicile. Spider-Man parvient à capturer le Conspirateur mais tombe dans le piège du Caïd. Le Conspirateur raconte alors l'histoire d'un jeune homme découvrant la vérité sur son père et décidant de se faire passer pour mort. Devant la vérité et découvrant que son fils mort est vivant, le Caïd tombe en état de choc. | | | | |
| | | | | |
| 86 | Alerte à la Veuve Noire (Beware... the Black Widow) | Stan Lee | John Romita Sr. et Jim Mooney | Juillet 1970 |
| Alertés par l'absence prolongée de Peter, Gwen et George se rendent à son appartement. Peter revient à ce moment-là de son combat contre le Caïd, le visage enflé. Gwen demande à Peter de lui promettre de ne plus rien avoir à voir avec Spider-Man, et de ne l'appeler que lorsqu'il aura promis. Pendant ce temps, la Veuve Noire, pour améliorer ses performances au combat, attaque Spider-Man. Malade, celui-ci a du mal à en venir à bout et rentre péniblement à son appartement. | | | | |
| Remarques | Première apparition de la Veuve Noire. | Première apparition de la Veuve Noire. | Première apparition de la Veuve Noire. | Première apparition de la Veuve Noire. |
| | | | | |
| 87 | Bas le masque (Unmasked at last) | Stan Lee | John Romita Sr. et Jim Mooney | Août 1970 |
| De plus en plus faible, Spider-Man semble perdre tous ses pouvoirs. Il décide de profiter de la soirée d'anniversaire de Gwen pour avouer à ses amis que Peter Parker et Spider-Man ne font qu'un. Mais après s'être remis, il s'aperçoit qu'il a révélé son identité secrète. Il demande alors à Hobie Brown, alias le Rôdeur, de prendre sa place le temps que les amis de Peter Parker s'aperçoivent qu'il ne peut pas être Spider-Man. Gwen et Peter se réconcilient. | | | | |
| | | | | |
| 88 | Dans les bras d'Octopus (The arms of Doctor Octopus) | Stan Lee | John Romita Sr. | Septembre 1970 |
| Le docteur Octopus utilise la télépathie pour ramener ses tentacules dans sa cellule de prison et parvient à s'évader. Peter retrouve les cours à la fac, mais sa moyenne chutant inexorablement, il est convoqué par le professeur Warren. Octopus détourne un avion de ligne. Alors qu'il a rendez-vous avec Gwen dans l'après-midi, Peter doit enfiler con sotume pour sauver les passagers à bord de l'avion. Il explose au décollage avec Octopus à l'intérieur. | | | | |
| | | | | |
| 89 | Résurrection (Doc Ock Lives) | Stan Lee | Gil Kane | Octobre 1970 |
| Le Docteur Octopus a survécu à l'explosion de l'avion et cherche à se venger de Spider-Man. Peter tombe sur Randy Robertson, qui l'incite à venir à une manifestation contre la pollution de l'air, à laquelle Gwen viendra. Mais Peter a d'autres soucis, car il soupçonne Octopus d'être en vie. Les deux adversaires se retrouvent pendant la journée et se battent. Spider-Man empêche un citerne d'eau de tomber du haut d'un immeuble mais il est précipité dans le vide par son ennemi. | | | | |
| | | | | |
| 90 | La mort a des rigueurs... (And death shall come) | Stan Lee | Gil Kane | Novembre 1970 |
| Spidey survit à la chute mais doit s'enfuir. Peter est encore exténué à cause de la fièvre qu'il traîne depuis une semaine. Il est récupéré par George Stacy avant de faire un malaise. Il se réveille chez lui, aux côtés de Gwen : le médecin lui a diagnostiqué un ulcère. Peter enfile à nouveau son costume pour en finir avec Octopus : lorsque ce dernier fait tomber une cheminée, le capitaine Stacy se précipite pour empêcher un enfant d'être enseveli. Il est grièvement blessé et meurt dans les bras de Spider-Man après lui avoir révélé qu'il connaissait son identité secrète. | | | | |
| Remarques | Mort de Geoge Stacy. | Mort de Geoge Stacy. | Mort de Geoge Stacy. | Mort de Geoge Stacy. |
| | | | | |
| 91 | Une bouillie d'araignée (To smash the spider) | Stan Lee | Gil Kane | Décembre 1970 |
| Peter accompagne Gwen aux funérailles de son père. Elle croit Spider-Man responsable de sa mort. Elle décide d'apporter son soutien à Sam Bullit, un ancien fasciste, candidat aux prochaines élections qui prône un programme d'ordre et de violence, et qui veut mettre fin aux activités de Spider-Man. En rentrant dans son appartement, Spider-Man découvre que Gwen Stacy s'y trouve avec Sam Bullit. | | | | |
| | | | | |
| 92 | Iceberg à l'attaque (When Iceman attacks) | Stan Lee | Gil Kane et John Romita Sr. | Janvier 1971 |
| Pour détourner les soupçons qui pèsent sur Peter Parker, Spider-Man enlève Gwen Stacy. Iceberg, qui passait par là, part à sa poursuite pour délivrer la jeune femme. Spider-Man doit fuir. Jameso renonce à soutenir Bullit car Robbie Robertson présente des preuves de son obscurantisme. Bullit fait enlever le journaliste et Spider-Man, toujours poursuivi par Iceberg. Les deux héros font cause commune pour délivrer Robbie Robertson. Ils font arrêter Sam Bullit. | | | | |
| Remarques | Première apparition d'Iceberg. | Première apparition d'Iceberg. | Première apparition d'Iceberg. | Première apparition d'Iceberg. |
| | | | | |
| 93 | La Belle et le Rôdeur (The Lady and... the Prowler) | Stan Lee | John Romita Sr. | Février 1971 |
| Peter Parker a du mal à assumer sa relation avec Gwen, qui aime Peter mais haït Spider-Man. Son oncle Arthur, qui habite à Londres, l'invite à venir vivre chez lui. Hobie Brown, ébranlé par ce qu'il lit dans la presse, remet son costume de Rôdeur pour faire payer à Spider-Man la mort du capitaine Stacy. En se battant contre Spider-Man, il fait une mauvaise chute et Spider-Man l'emmène inconscient à l'hôpital. Spidey passe le lendemain chez Gwen pour lui révéler son identité, lorsqu'il tombe sur une inconnue, qui lui dit que Gwen est à l'aéroport. Peter n'arrive pas à temps pour la retenir : Gwen Stacy s'envole en direction de l'Angleterre. | | | | |
| | | | | |
| 94 | Les ailes de la mort (On wings of death) | Stan Lee | John Romita Sr. et Sal Buscema | Mars 1971 |
| Après le départ de Gwen Stacy, Peter Parker fait le bilan sur sa vie depuis qu'il est devenu Spider-Man. Il n'arrive pas à oublier Gwen, qu'il considère comme la femme de sa vie. Il rend visite à May pour se changer les idées, mais alors qu'il fait une sieste chez elle, le Scarabée la prend comme otage. C'est un Spider-Man, fou de rage et d'inquiétude, qui se lance à la poursuite du Scarabée et le défait. | | | | |
| | | | | |
| 95 | Chausse-trappe pour un terroriste (Trap for a terrorist) | Stan Lee | John Romita Sr. | Avril 1971 |
| Peter déprime depuis que Gwen est partie à Londres. Il n'a pas l'argent pour aller la voir là-bas, jusqu'à ce que Robbie Robertson prétexte un photoreportage sur Londres pour que le Bugle paie son billet. Peter s'envole pour Londres pour y retrouver Gwen Stacy. À peine l'avion ayant atterri que des terroristes enlèvent un des passagers, Herbert Knowles, délégué au congrès pour la paix mondiale. Spider-Man le délivre sans peine mais la presse révèle sa présence en Angleterre. Peter est obligé de repartir à New York sans avoir vu Gwen, de crainte qu'elle ne fasse le lien entre lui et Spider-Man. Pendant ce temps, dans son appartement londonien, Gwen dit espérer que Peter soit assez amoureux d'elle pour venir la voir à Londres. | | | | |
| | | | | |
| 96 | Place... au Bouffon Vert (...And now, the Goblin) | Stan Lee | Gil Kane et John Romita Sr. | Mai 1971 |
| Mary Jane se produit pour la première fois sur Broadway. Peter ne peut pas y aller, mais Norman Osborn lui propose de l'inviter, ainsi que de le recruter comme assistant à son laboratoire. Avant que le spectacle ne commence, Mary Jane drague Peter, ce qui rend Harry, avec lequel elle sort, jaloux. Pendant le spectacle, l'état mental de Norman Osborn empire, et la mémoire lui revient subitement. Il sombre dans la folie et reprend alors son costume de Bouffon Vert. | | | | |
| | | | | |
| 97 | Entre les griffes du Bouffon (In the grip of the Goblin) | Stan Lee | Gil Kane | Juin 1971 |
| Le retour du Bouffon Vert signifie pour Spider-Man que son identité risque d'être révélée. Peter est laissé pour mort après un premier combat avec le Bouffon. Harry Osborn, qui se drogue en secret, devient de plus en plus irascible ; il s'embrouille et casse avec Mary Jane, et considère Peter comme responsable. En rentrant à leur appartement, Peter Parker découvre qu'il a fait une overdose. Le Bouffon Vert surgit alors par la fenêtre. | | | | |
| | | | | |
| 98 | La fin du Bouffon Vert (The Goblin's last gasp) | Stan Lee | Gil Kane | Juillet 1971 |
| Semblant reconnaître son fils Harry ans les bras de Peter, le Bouffon Vert renonce à l'attaquer. Harry Osborn est conduit à l'hôpital. Pendant ce temps, à Londres, Gwen réfléchit à sa situation et regrette que Peter ne l'ait pas demandée en mariage. Lors d'une nouvelle rencontre avec le Bouffon Vert, Spider-Man l'emmène devant la fenêtre de la chambre d'Harry. En voyant son fils très malade, Norman Osborn oublie qu'il est le Bouffon Vert et s'évanouit. Gwen Stacy revient à New York au grand plaisir de Peter. | | | | |
| | | | | |
| 99 | Un jour de la vie de... (A day in the life of...) | Stan Lee | Gil Kane | Août 1971 |
| Débarrassé de la menace du Bouffon Vert et avec le retour de Gwen Stacy, tout semble aller pour le mieux pour Peter Parker, malgré quelques ennuis financiers. Il passe du temps avec Gwen, et sous-entend qu'il compte la demander en mariage. Il obtient un poste de photographe à mi-temps au Bugle. Il retrouve Gwen le soir-même dans son appartement. | | | | |
| | | | | |
| 100 | Une araignée, un homme? (The spider or the man?) | Stan Lee | Gil Kane | Septembre 1971 |
| Peter Parker réfléchit à sa vie actuelle avec Gwen. Si elle ne parle plus de Spider-Man, elle le considère encore responsable pour la mort de son père. Peter se dit qu'il peut encore lui cacher sa double identité, mais que lorsqu'ils seront mariés, il ne le pourra plus. Bien décidé à redevenir normal, il élabore un antidote qui doit lui faire perdre ses pouvoirs. Il fait un malaise où il voit George Stacy, qui lui rappelle l'importance de ses pouvoirs. À son réveil, il constate avec horreur qu'il a maintenant six bras. | | | | |
| | | | | |
| 101 | Un monstre nommé... Morbius (A monster called... Morbius) | Roy Thomas | Gil Kane | Octobre 1971 |
| Affublé de ses six bras, Spider-Man prend contact avec le Dr Curt Connors qui est le seul à pouvoir l'aider. Celui-ci l'envoie dans son laboratoire secret. En attendant Connors, Spider-Man se met au travail mais surgit alors le vampire Morbius qui cherche à étancher sa soif de sang. LorsqueConnors arrive à son tour, Morbius se jette sur lui. Sous le choc, le Dr Connors se transforme en Lézard. | | | | |
| Remarques | Première apparition de Morbius. | Première apparition de Morbius. | Première apparition de Morbius. | Première apparition de Morbius. |
| | | | | |
| 102 | | Roy Thomas | Gil Kane | Novembre 1971 |
| | Vampire dans la nuit... (Vampire at large) | | | |
| La bataille s'engage entre Morbius et le Lézard. Après avoir mordu le Lézard, Morbius préfère s'enfuir. Affaibli par la morsure de Morbius, le Dr Connors oscille entre son état normal et celui du Lézard, tout en gardant son esprit. Spider-Man poursuit les recherches pour les guérir tous les deux mais il est nécessaire d'avoir une goutte du sang de Morbius pour parfaire la formule. | | | | |
| | (The curse and the cure) | | | |
| Spider-Man se rend en ville avec le Lézard pour retrouver Morbius. Spidey comprend qu'il s'agit en réalité de Michael Morbius, le prix Nobel de chimie. Avant que Morbius ne coule dans l'eau, Spider-Man réussit à attraper la fiole qu'il portait. Ce nouveau sérum rend son apparence à Connors et fait perdre à Spider-Man ses bras surnuméraires. Pendant ce temps, à New York, Gwen s'inquiète de la disparition de Peter, et Jonah dit à Robbie que le Bugle risque de faire banqueroute à cause de soucis de trésorerie. | | | | |
| Remarques | Premier double-numéro d'Amazing Spider-Man. | Premier double-numéro d'Amazing Spider-Man. | Premier double-numéro d'Amazing Spider-Man. | Premier double-numéro d'Amazing Spider-Man. |
| | | | | |
| 103 | Balade en terre sauvage (Walk the savage land) | Roy Thomas | Gil Kane | Décembre 1971 |
| Le Bugle étant en train de couler, Jameson a besoin d'un gros article. Il apprend d'un chercheur en biologie qu'il existe une terre sauvage en Antarctique avec un dinosaure. Robertson accepte de payer Peter une grosse somme pour cette mission dangereuse, et Peter accepte en se disant que cela permettra de payer son mariage avec Gwen. Elle vient avec eux, mais à peine arrivée, se fait enlever par un monstre appelé Gog, qui l'amène à Kraven, qui veut se tailler un royaume dans la jungle oubliée. Alors que Ka-Zar vient en aide à Jonah, Spider-Man se lance à la recherche de Gwen mais tombe dans des sables mouvants. | | | | |
| | | | | |
| 104 | La Belle, la Brute, et... (The Beauty and the Brute) | Roy Thomas | Gil Kane | Janvier 1972 |
| Alors qu'il s'enfonce dans des sables mouvants, Spider-Man est sauvé par Ka-Zar. Ils partent ensemble à la recherche de Kraven pour délivrer Gwen, que le chasseur veut marier. Pendant que Ka-Zar se bat avec Kraven, Spider-Man attire le monstre Gog dans les sables mouvants. Kraven tombe du haut d'une falaise et Ka-Zar ramène Gwen auprès de ses amis. | | | | |
| | | | | |
| 105 | Spidericide (The spider slayer) | Stan Lee | Gil Kane | Février 1972 |
| Peter organise une fête pour le retour d'Harry de l'hôpital. MJ ramène Flash, qui active le sens d'araignée de Peter. Jameson contacte Spencer Smythe pour qu'il construise un nouveau robot pour attraper Spider-Man. Ce nouveau Spidericide, qui est une araignée mécanique géante, est dirigé par Jonah. Il assomme Spidey, mais Smythe reprend le contrôle de la machine pour voler un composant électronique qui lui permet de contrôler le système de vidéo-surveillance de la ville. Espionnant Spider-Man, il le voit ainsi retirer son masque. | | | | |
| | | | | |
| 106 | Pan ! Sur la tête à Spider-Man (Squash ! Goes the Spider) | Stan Lee | John Romita Sr. | Mars 1972 |
| Spencer Smythe a vu le vrai visage de Spider-Man et en informe les gangsters de New York. Spider-Man se rend chez son ami, le docteur Connors, pour se confectionner un masque de son propre visage pour faire croire que Spidey se faisait passer pour Peter Parker. Peter se rend à un rendez-vous avec Gwen, et ils passent chez Flash pour savoir s'il va bien. Ils concluent que Flash souffre d'une dépression du fait de la guerre qu'il a menée au Vietnam. Smythe décide d'attaquer lui-même Spider-Man. | | | | |
| | | | | |
| 107 | Spidey se déchaîne (Spidey smashes thru) | Stan Lee | John Romita Sr. | Avril 1972 |
| Le Spidericide piloté par Smythe parvient à capturer Spider-Man et à le ramener enchaîné auprès de gangsters new-yorkais. Grâce aux caméras de vidéo-surveillance, il les aide à attaquer une banque. Spider-Man parvient à se libérer, arrêter les bandits et capturer Smythe et sa machine. Pendant ce temps, Flash va voir Gwen et lui dit qu'il l'aime, mais Gwen lui répond qu'elle n'aime que Peter. En rentrant chez lui, Peter voit Flash Thompson se faire arrêter par la police. | | | | |
| | | | | |
| 108 | La vengeance du Viêt Nam (Vengeance from Vietnam) | Stan Lee | John Romita Sr. | Mai 1972 |
| Alors qu'une voiture de police emmène Flash Thompson, un camion lui barre la route et des inconnus tentent de s'emparer de Flash. Spider-Man intervient et sauve Flash, qui lui raconte que pendant qu'il était soldat au Vietnam, il a été soigné dans un temple par un vieux sage et une jeune fille. Lorsque l'armée décida de bombarder le temple, il ne put sauver ses occupants et fut tenu responsable de leur mort par les villageois. Spider-Man ramène Flash auprès de la police qui était venu pour le protéger mais le commissariat est attaqué, Peter est pris dans l'explosion et Flash est enlevé. Peter décide de partir le chercher, mais Gwen lui dit qu'elle ne veut plus se cacher de la vérité : si Peter part maintenant, elle devra admettre qu'il est une mauviette qui fuit toujours le danger. | | | | |
| | | | | |
| 109 | Entre... Docteur Strange (Enter : Dr Strange) | Stan Lee | John Romita Sr. | Juin 1972 |
| Peter use d'un stratagème pour faire croire qu'il a été enlevé par Spider-Man. Il peut ainsi se lancer à la poursuite de ceux qui ont enlevé Flash. La forme astrale du Docteur Strange lui apparaît alors, et lui montre que Flash va être sacrifié pour faire revivre le grand prêtre, plongé dans un état de transe. Cette décision a été prise par les prêtres du temple et Sha Shan, la fille du grand prêtre qui a soigné Flash, ne peut que se soumettre. Au moment du sacrifice, Spider-Man et le Docteur Strange interviennent. Le Docteur Strange permet au grand prêtre de sortir de sa transe, et ils sauvent Flash. | | | | |
| Remarques | Première apparition de Sha Shan. | Première apparition de Sha Shan. | Première apparition de Sha Shan. | Première apparition de Sha Shan. |
| | | | | |
| 110 | La naissance du Gibbon (The birth of... the Gibbon) | Stan Lee | John Romita Sr. | Juillet 1972 |
| Spidey se rend compte qu'il n'a pas pris de photo du combat avec Docteur Strange. Alors qu'il jette son appareil photo dans le vide, il est récupéré par Martin Black, un acrobate au visage difforme. Ils font connaissance, et Peter rentre chez lui, où il retrouve Gwen et May, qui s'étaient inquiétées de sa disparition. N'ayant pas dormi depuis deux jours, il fait un malaise. Le lendemain, Black s'affuble d'un costume de gibbon, propose à Spider-Man de s'associer pour combattre le crime. Il refuse ce qui met le Gibbon en colère. | | | | |
| Remarques | Première apparition du Gibbon. Dernier numéro d'Amazing Spider-Man scénarisé par Stan Lee. | Première apparition du Gibbon. Dernier numéro d'Amazing Spider-Man scénarisé par Stan Lee. | Première apparition du Gibbon. Dernier numéro d'Amazing Spider-Man scénarisé par Stan Lee. | Première apparition du Gibbon. Dernier numéro d'Amazing Spider-Man scénarisé par Stan Lee. |
| | | | | |
| 111 | Malheur à l'araigné (To talk a spider) | Gerry Conway | John Romita Sr. | Août 1972 |
| Blessé après son séjour en Terre Sauvage, Kraven approche le Gibbon et lui fait boire une potion afin d'exacerber sa sauvagerie animale. Le contrôlant télépathiquement, il lui fait attaquer Spider-Man par surpris. L'Araignée réussit à défaire rapidement le Gibbon, qu'il transporte à l'hôpital. Spidey a cependant la tête à autre chose car May a disparu après que Gwen lui a dit qu'elle était trop protectrice envers Peter. Il téléphone à Gwen, qui se sent coupable de sa disparition. | | | | |
| | | | | |
| 112 | Spidey se dégonfle (Spidey cops out) | Gerry Conway | John Romita Sr. | Septembre 1972 |
| Après le départ de sa tante qui veut lui laisser vivre sa vie, Peter Parker s'interroge sur ce qu'il doit être. Au cours d'une bagarre, il se bat avec difficulté contre un malfrat car celui-ci porte un harnais qui décuple ses forces. Il continue de chercher tante May, et Mme. Watson lui souffle que la lettre qu'il a reçu d'elle a peut-être été écrite sous la contrainte. Alors qu'il patrouille en ville, l'Araignée tombe sur le docteur Octopus. | | | | |
| | | | | |
| 113 | Un certain Docteur Octopus (They call the Doctor... Octopus) | Gerry Conway | John Romita Sr. | Octobre 1972 |
| Octopus et Spider-Man se battent. Il parvient à lui retirer son masque mais Spidey l'aveugle avec sa toile avant de s'enfuir. Il rentre chez lui sans son masque, qui est trouvé par Randy Robertson. Peter fait un nouveau malaise, et Gwen appelle le docteur Bromwell, qui lui diagnostique un ulcère. Peter obtient une information de Ned Leeds au sujet de là où peut se trouver May. Le harnais n'étant autre que celui qui appartenait à Octopus, Spider-Man l'enfile pour assommer son adversaire. Arrive à ce moment-là le criminel mafieux Hammerhead. | | | | |
| Remarques | Première apparition d'Hammerhead. | Première apparition d'Hammerhead. | Première apparition d'Hammerhead. | Première apparition d'Hammerhead. |
| | | | | |
| 114 | Hammerhead? (Gang war, shmang war ! What I want to know is...) | Gerry Conway | John Romita Sr. | Novembre 1972 |
| Hammerhead, ennemi du Docteur Octopus, se bat contre Spider-Man. Il s'enfuit, et Spidey le suit. Pendant ce temps, Gwen croise sur le campus Flash, qui essaie de la draguer et qui se moque de l'ulcère de Peter. Gwen s'énerve et part. Pendant ce temps, Spidey retrouve Hammerhead, qui lui propose son aide. Spider-Man refuse mais il suit les hommes d'Hammerhead jusqu'à la maison d'Octopus. Il s'entroduit dans la demeure mais est assommé par une personne qui n'est autre que...May Parker. | | | | |
| | | | | |
| 115 | Le dernier combat (The last battle) | Gerry Conway | John Romita Sr. | Décembre 1972 |
| La maison du Docteur Octopus devient rapidement un champ de bataille avec l'arrivée d'Hammerhead et de ses hommes. Au milieu de la bagarre, Spider-Man essaie surtout d'empêcher May Parker d'être blessée. Gwen et Robbie remontent la piste de la disparition de Peter et de May jusqu'au QG d'Octopus. En apprenant que May est amoureuse d'Octopus car elle s'est fait manipuler, Spider-Man devient fou de rage. Il s'apprête à achever Octopus lorsque May le vise au pistolet à bout portant. Il réussit à s'échapper alors que la police arrive. Au grand dam de Peter, May Parker préfère rester s'occuper de la maison d'Octopus. | | | | |
| | | | | |
| 116 | Soudain... Le Smasher (Suddendly... The Smasher) | Stan Lee (version originale), Gerry Conway | John Romita Sr., Jim Mooney et Tony Mortellaro | Janvier 1973 |
| Alors qu'un nouveau venu, Richard Raleigh, mène campagne pour les élections à la mairie de New York, un super-vilain, qui se fait appeler le Smasher, sème la panique en ville. MJ invite Peter à son premier dîner électoral, et Peter vient avec Gwen. Le plafond menace de s'écrouler sur les spectateurs. | | | | |
| Remarques | Amazing Spider-Man #116 et #117 sont des reprises de Spectacular Spider-Man Magazine #1 et #2, avec des dialogues modifiés et des cases ajoutées. Première apparition du Smasher et de Richard Raleigh dans la continuité d'Amazing Spider-Man. | Amazing Spider-Man #116 et #117 sont des reprises de Spectacular Spider-Man Magazine #1 et #2, avec des dialogues modifiés et des cases ajoutées. Première apparition du Smasher et de Richard Raleigh dans la continuité d'Amazing Spider-Man. | Amazing Spider-Man #116 et #117 sont des reprises de Spectacular Spider-Man Magazine #1 et #2, avec des dialogues modifiés et des cases ajoutées. Première apparition du Smasher et de Richard Raleigh dans la continuité d'Amazing Spider-Man. | Amazing Spider-Man #116 et #117 sont des reprises de Spectacular Spider-Man Magazine #1 et #2, avec des dialogues modifiés et des cases ajoutées. Première apparition du Smasher et de Richard Raleigh dans la continuité d'Amazing Spider-Man. |
| | | | | |
| 117 | Les ténébreuses affaires de Disruptor (The deadly design of the Disruptor) | Stan Lee (version originale), Gerry Conway | John Romita Sr., Jim Mooney et Tony Mortellaro | Février 1973 |
| Spider-Man parvient à sauver les participants au meeting électoral et constate que la structure du plafond a été sabotée. Le Smasher est en fait une créature artificielle créée pour le compte du Disruptor, une étrange figure masquée qui souhaite voir régner un autre ordre sur New York. Harry emmène Peter à un autre meeting de Raleigh pour lui changer les idées, où ils retrouvent Gwen. Le Disruptor commet une attaque au camion-bêlier dans la foule. | | | | |
| Remarques | Première apparition du Disruptor. | Première apparition du Disruptor. | Première apparition du Disruptor. | Première apparition du Disruptor. |
| | | | | |
| 118 | 3... 2... 1... Chaos ! (Countdown to chaos) | Gerry Conway | John Romita Sr., Jim Mooney et Tony Mortellaro | Mars 1973 |
| Spidey retrouve Gwen dans la rue tandis qu'elle distribue des tracts pour Raleigh la veille du scrutin. Alors qu'ils conduisent un van promotionnel, ils sont attaqués par le Smasher et sortent du véhicule juste à temps. Suivant les ordres de Disruptor, le Smasher s'attaque à Joseph Robertson mais Spider-Man intervient. Spider-Man suit le Smasher jusqu'au repère de Disruptor mais le monstre se retourne contre ses créateurs. Le Smasher tue Dispruptor avant d'être désactivé par Spider-Man. Spider-Man découvre que Disruptor n'est autre que Richard Raleigh. | | | | |
| | | | | |
| 119 | Le gentleman, là... C'est Hulk (The gentleman's name is Hulk) | Gerry Conway | John Romita Sr. | Avril 1973 |
| Après avoir reçu un mystérieux télégramme, Peter Parker part pour Montréal. Hulk inquiète depuis peu l'armée canadienne, car il se trouve quelque part dans le grand nord. Spidey se retrouve au milieu d'une bataille entre Hulk et l'armée canadienne. Malgré l'intervention de Spider-Man, Hulk endommage un barrage. | | | | |
| | | | | |
| 120 | La lutte et la fureur (The fight and the fury) | Gerry Conway | Gil Kane | Mai 1973 |
| Hulk s'échappe mais l'armée canadienne croit que Spider-Man est son complice. Alors que Peter Parker part à son mystérieux rendez-vous, son taxi est attaqué par Hulk. Ce dernier s'enfuit à l'arrivée de l'armée. Peter peut rencontrer son informateur mais celui-ci est abattu avant d'avoir pu lui parler. Il prend l'avion et retourne à New York. | | | | |
| | | | | |
| 121 | La mort de Gwen Stacy (The night Gwen Stacy died) | Gerry Conway | Gil Kane | Juin 1973 |
| Harry Osborn, qui continue à se droguer, est gravement malade. Avec le stress, Norman Osborn redevient le Bouffon Vert et se rappelle l'identité secrète de Spider-Man. Il enlève Gwen Stacy et attire Spider-Man en haut d'un pont. Il précipite le corps inanimé de Gwen du haut du pont. Spider-Man parvient à la rattraper avant de s'apercevoir avec horreur qu'elle est morte. | | | | |
| Remarques | Mort de Gwen Stacy. | Mort de Gwen Stacy. | Mort de Gwen Stacy. | Mort de Gwen Stacy. |
| | | | | |
| 122 | Le dernier défi du Bouffon (The Goblin's last stand) | Gerry Conway | Gil Kane et John Romita Sr. | Juillet 1973 |
| Spider-Man est sous le choc de la mort de la femme qu'il aimait. Le combat entre Spider-Man et le Bouffon Vert se poursuit mais celui-ci parvient à s'enfuir. Malgré sa douleur, Spider-Man laisse la police emmener le corps de Gwen Stacy. Il traque le Bouffon Vert pour se venger. Après l'avoir retrouvé, il s'apprête à le tuer mais y renonce au dernier moment. Le Bouffon Vert essaie de le tuer en utilisant la lame de son aéroglisseur, mais Peter esquivant au dernier moment, c'est Norman Osborn qui meurt empalé par l'engin. | | | | |
| Remarques | Mort de Norman Osborn. | Mort de Norman Osborn. | Mort de Norman Osborn. | Mort de Norman Osborn. |
| | | | | |
| 123 | Un certain... Cage (Just a man named Cage) | Gerry Conway | Gil Kane et John Romita Sr. | Août 1973 |
| Le corps de Norman Osborn est découvert et Jameson, persuadé que c'est Spider-Man qui l'a tué, engage alors Luke Cage pour capturer Spider-Man. Peter et ses proches se rendent à l'enterrement de Gwen Stacy. Mary Jane essaie de lui changer les idées en l'emmenant à un spectacle. Après s'être fait battre à deux reprises et avoir entendu les explications de Spider-Man, Luke Cage renonce à son travail de mercenaire. | | | | |
| Remarques | Première apparition de Luke Cage. Enterrement de Gwen Stacy. | Première apparition de Luke Cage. Enterrement de Gwen Stacy. | Première apparition de Luke Cage. Enterrement de Gwen Stacy. | Première apparition de Luke Cage. Enterrement de Gwen Stacy. |
| | | | | |
| 124 | Le sceau du loup-garou (The mark of the man-wolf) | Gerry Conway | Gil Kane et John Romita Sr. | Septembre 1973 |
| John Jameson rencontre Robbie Robertson au Bugle. Il présente à son père sa fiancée, Kristine. Peter est en plein deuil à la suite de la mort de l'amour de sa vie, Gwen Stacy. Mary Jane essaie de lui remonter le moral mais échoue. Errant seul dans la nuit, Peter découvre un nouveal édito écrit par Jameson au sujet de Spider-Man. Fou de rage, il rend visite à Jameson, qui est en train d'être attaqué par un loup-garou. Il est sauvé par Spider-Man. Il lui dissimule que le loup-garou n'est autre que son fils, l'astronaute John Jameson. | | | | |
| | | | | |
| 125 | Au loup ! (Wolfhunt) | Gerry Conway | Ross Andru | Octobre 1973 |
| John Jameson raconte à son père que c'est une pierre qu'il a rapportée d'une expédition lunaire et qu'il porte autour du cou qui le fait se transformer en loup-garou. Alors qu'il s'est transformé à nouveau, Spider-Man parvient à lui arracher la pierre qui s'est incrustée dans sa chair. John Jameson retrouve son apparence humaine juste avant de tuer sa fiancée. | | | | |
| | | | | |
| 126 | Kangourou au rebond (The Kangaroo bounces back) | Gerry Conway | Ross Andru | Novembre 1973 |
| Afin de se venger de Spider-Man, le Kangourou se fait poser des implants qui décuplent ses capacités physiques. Mais le Dr Jonas Harrow qui a pratiqué l'intervention lui a aussi implanté un pacemaker mental afin de le contrôler. Il l'envoie voler des isotopes radioactifs. Spider-Man essaie de l'empêcher et le Kangourou meurt en entrant dans une pièce hautement radioactive. Pendant ce temps, Harry Osborn découvre le costume de son père, le Bouffon Vert, et décide de lui succéder. | | | | |
| Remarques | Première apparition du Dr. Jonas Harrow. | Première apparition du Dr. Jonas Harrow. | Première apparition du Dr. Jonas Harrow. | Première apparition du Dr. Jonas Harrow. |
| | | | | |
| 127 | Un battement d'ailes noires... (The dark wings of death) | Gerry Conway | Ross Andru | Décembre 1973 |
| Mary Jane est témoin d'un meurtre devant son appartement et connaît le coupable, mais ne veut pas se confier à Peter. Le lendemain, alors qu'ils sont en voiture avec Flash, MJ est enlevée par le Vautour. Spider-Man se lance à sa poursuite et lorsque le Vautour lâche MJ, il repense à Gwen. Il réussit à sauver Mary Jane, et continue sa traque du Vautour. Il est emmené dans les airs par le Vautour qui le lâche d'une hauteur vertigineuse. | | | | |
| | | | | |
| 128 | Vautour dans le ciel (The Vulture hangs high) | Gerry Conway | Ross Andru | Janvier 1974 |
| Lâché par le Vautour, Spider-Man se confectionne un filet de toile pour amortir sa chute. Il découvre que le Vautour est toujours en prison. L'imposteur n'est autre qu'un professeur d'ESU qui, pris de folie, s'est soumis aux effets d'une machine à mutations pour lui donner l'apparence du Vautour. Spider-Man parvient à lui faire absorber un antidote qui inverse la mutation. | | | | |
| | | | | |
| 129 | Punisher frappe deux fois (The Punisher strikes twice) | Gerry Conway | Ross Andru | Février 1974 |
| Le Chacal persuade le Punisher que Spider-Man est un criminel qu'il faut le mettre hors d'état de nuire. Pendant queprépare à sa mission, Peter fait face au deuil de Gwen. Pour lui changer les idées, Betty Brant l'invite à sa fête de Noël. Le Punisher traque Spidey et se bat contre lui, mais il s'aperçoit qu'il a été le jouet du Chacal et que c'est lui qui a commis les meurtres attribués à Spider-Man. Harry Osborn perd la raison et refuse de parler à Peter. | | | | |
| Remarques | Première apparition du Punisher et du Chacal. | Première apparition du Punisher et du Chacal. | Première apparition du Punisher et du Chacal. | Première apparition du Punisher et du Chacal. |
| | | | | |
| 130 | Trahison (Betrayed) | Gerry Conway | Ross Andru | Mars 1974 |
| Johnny Storm a fini de construire la Spider-mobile et la confie à Spidey. Ils essaient la voiture ensemble, mais Peter n'ayant pas le permis, il ne sait pas la conduire. De son côté, le Chacal est déçu de l'échec du Punisher. Il poursuit ses plans pour monter Hammerhead, Octopus et Spider-Man les uns contre les autres. Hammerhead et Spidey s'affrontent, et Spidey s'en sort indemne. Il se rend à la fête de Noël chez Betty, où Mary Jane lui propose de l'embrasser, ce qu'il refuse, endeuillé par la mort de Gwen. Il se rend chez le docteur Octopus pour voir si tante May va bien, et il voit par la fenêtre un prêtre marier May et Ock. | | | | |
| | | | | |
| 131 | Mon ennemi... Mon oncle ? (My uncle... My enemy?) | Gerry Conway | Ross Andru | Avril 1974 |
| La cérémonie de mariage est brutalement interrompue par l'entrée fracassante d'Hammerhead. Ce qui intéresse les bandits c'est l'héritage que vient de toucher May Parker : une île avec une centrale nucléaire privée. Octopus s'enfuit avec May en direction de l'île mais à peine arrivé il est rejoint par Hammerhead. Les deux bandits se battent dans la centrale mais ils provoquent son explosion tandis que Spider-Man parvient à s'enfuir en avion avec sa tante. Betty demande à Mary Jane, à la fin de la soirée, si elle aime Peter ; elle répond que tout ce qu'elle peut dire, c'est qu'elle ne veut pas l'aimer. | | | | |
| | | | | |
| 132 | Les complots de l'Homme de Métal (The master plan of the Molten Man) | Gerry Conway | John Romita Sr. et Paul Reinman | Mai 1974 |
| Alors qu'il rentre chez lui, Peter tombe sur sa camarade de lycée, Liz Allen, qui semble triste et désemparée. Elle s'endort d'un coup chez Mary Jane. Peter en profite pour mettre son costume, et découvre que l'Homme de Métal s'est évadé de prison et vole des météorites radioactives. Il s'attaque à Ned Leeds qui menait sa propre enquête. Peter Parker conduit Ned Leeds à l'hôpital mais s'effondre peu après sous l'effet des radiations. | | | | |
| Remarques | Révélation de l'identité de l'Homme de Métal. | Révélation de l'identité de l'Homme de Métal. | Révélation de l'identité de l'Homme de Métal. | Révélation de l'identité de l'Homme de Métal. |
| | | | | |
| 133 | L'Homme de Métal se déchaîne (The Molten Man breaks out) | Gerry Conway | Ross Andru | Juin 1974 |
| L'Homme de Métal s'introduit dans l'hôpital pour réduire Ned Leeds au silence mais, bien qu'affaibli, Spider-Man parvient encore à le faire fuir. Liz Allen explique à Mary Jane que l'Homme de Métal est son demi-frère, et que ce sont ces pierres radioactives qui le maintiennent en vie. Lors d'un dernier combat, Spider-Man fait tomber les pierres dans le fleuve. L'Homme de Métal plonge à son tour et disparaît sous l'eau. | | | | |
| | | | | |
| 134 | Un péril nommé... Tarentule (Danger is a man nammed... Tarentula) | Gerry Conway | Ross Andru | Juillet 1974 |
| Alors que Peter Parker et ses amis assistent à une fête sur un bateau de croisière, des bandits, commandés par la Tarentule, s'emparent du navire. Flash Thompson essaie de s'interposer mais est rapidement assommé. Spider-Man intervient à son tour et doit sauver un homme tombé à l'eau. Il n'a cependant plus assez de toile pour retourner sur le bateau, et doit passer par son appartement. Harry découvre alors que Peter est l'Araignée. De retour sur le bateau, il est piqué par la Tarentule. Le Punisher arrive et le vise avec son arme à feu. | | | | |
| Remarques | Cette histoire se déroule chronologiquement juste après Giant-Size Spider-Man #1. Première apparition de la Tarentule dans Amazing Spider-Man. Harry Osborn découvre l'identité de Spider-Man.                                                  | Cette histoire se déroule chronologiquement juste après Giant-Size Spider-Man #1. Première apparition de la Tarentule dans Amazing Spider-Man. Harry Osborn découvre l'identité de Spider-Man.                                                  | Cette histoire se déroule chronologiquement juste après Giant-Size Spider-Man #1. Première apparition de la Tarentule dans Amazing Spider-Man. Harry Osborn découvre l'identité de Spider-Man.                                                  | Cette histoire se déroule chronologiquement juste après Giant-Size Spider-Man #1. Première apparition de la Tarentule dans Amazing Spider-Man. Harry Osborn découvre l'identité de Spider-Man.                                                  |
| | | | | |
| 135 | Virée à Central Park (Shoot-out in Central Park) | Gerry Conway | Ross Andru | Août 1974 |
| Le Punisher pense que Spider-Man fait partie des bandits qui ont attaqué le bateau. Pendant leur bagarre, la Tarentule en profite pour s'échapper. Le Punisher explique à Spider-Man que la Tarentule est un ancien soldat qui a mal tourné. Ils s'allient pour capturer le bandit. Pendant ce temps, Flash soupçonne Peter d'être Spider-Man. Harry découvre la tanière du Bouffon Vert et enfile son masque. | | | | |
| Remarques | Harry Osborn devient le Bouffon Vert. | Harry Osborn devient le Bouffon Vert. | Harry Osborn devient le Bouffon Vert. | Harry Osborn devient le Bouffon Vert. |
| | | | | |
| 136 | Le Bouffon Vert ressuscité (The Green Goblin lives again) | Gerry Conway | Ross Andru | Septembre 1974 |
| Peter Parker flirte avec Mary Jane Watson mais en rentrant chez lui, une bombe explose, blessant la jeune femme. L'appartement de Peter est dévasté, et il emmène MJ à l'hôpital. Encore sous le choc de l'explosion, il semble voir le visage de Gwen sur celui d'MJ. Spider-Man décide de se rendre au laboratoire du Bouffon Vert, et, après quelques heures d'attente, il tombe sur Harry. Ils se battent, et Harry réussit à s'échapper. | | | | |
| | | | | |
| 137 | Le Bouffon Vert attaque (Death-trap times three) | Gerry Conway | Ross Andru | Octobre 1974 |
| Spider-Man se met à la poursuite du Bouffon. Il lui dit qu'un des trois otages est assis sur une bombe et qu'il doit choisir la personne qu'il doit sauver. Spider-Man fait le bon choix en sauvant sa tante May, car la bombe armée était bien sous sa chaise. Elle explose dans la rivière Hudson. Spider-Man bat Harry, qui est envoyé en hôpital psychiatrique. | | | | |
| | | | | |
| 138 | La folie de Psychum (Madness means... The Mindworm) | Gerry Conway | Ross Andru | Novembre 1974 |
| Peter est expulsé de son appartement, qui a été détruit par la bombe. Il contacte tous ses camarades de la fac pour leur demander s'ils ont une place pour une colocation, et seul Flash Thompson lui répond positivement. À peine arrivé, il se rend compte que les habitants de son nouveau quartier se comportement comme des zombies. Ils ont été manipulés par un monstre télépathe. Seule sa volonté permet à Spider-Man de s'en sortir. | | | | |
| Remarques | Première apparition de Psychum. | Première apparition de Psychum. | Première apparition de Psychum. | Première apparition de Psychum. |
| | | | | |
| 139 | La journée du Grizzly (Day of the Grizzly) | Gerry Conway | Ross Andru | Décembre 1974 |
| Les vacances d'été sont sur le point de s'achever, et Peter subit encore le deuil de la mort de Gwen. Alors qu'il est au QG du Bugle, un homme-ours qui se fait appeler le Grizzly apparaît pour s'en prendre à Jameson. Après avoir sauvé Jameson, Peter Parker suit le Grizzly jusqu'à une maison des beaux quartiers. Peu après y avoir pénétré, il est assommé par le Chacal. Pendant ce temps, Robertson commence à avoir des doutes sur l'identité de Peter. | | | | |
| | | | | |
| 140 | ... Un seul vaincra (... And one will fall) | Gerry Conway | Ross Andru | Janvier 1975 |
| Le Chacal et le Grizzly font tomber Peter dans les pommes. Il se réveille dans le hall d'entrée du Bugle et découvre qu'il porte au bras un harnais piégé grâce auquel le Chacal peut le pister : il souhaite découvrir l'identité de l'Araignée. S'il le retire, le harnais fait exploser le bras de Peter. Après avoir emménagé dans un nouvel appartement et découvert sa voisine Gloria Grant, Peter va à un labo d'ESU etréussit à désactiver le harnais. Spider-Man arrête le Grizzly et le livre à la police pour avoir menacé J. Jonah Jameson. | | | | |
| Remarques | Première apparition de Glory Grant. | Première apparition de Glory Grant. | Première apparition de Glory Grant. | Première apparition de Glory Grant. |
| | | | | |
| 141 | Son nom semble être... Mystério (The man's name appears to be... Mysterio) | Gerry Conway | | Février 1975 |
| Alors qu'il conduit sa Spider-Mobile, Spider-Man a un accident et sa voiture tombe dans les eaux du port. Il somnole en cours et se fait réprimander par le professeur Warren. MJ, qui est sortie d'hôpital, n'a pas pu se réinscrire à la fac. Ils marchent ensemble, et Peter repense à Gwen : pourra-t-il encore aimer ? Un peu plus tard, il est victime d'hallucinations, dans lesquelles il combat ses anciens ennemis, et qui sont provoquées par Mystério. De retour au Bugle, Ned Leeds lui apprend que Mystério est mort en prison il y a un an. | | | | |
| | | | | |
| 142 | Le bluff du mort (Dead man's bluff) | Gerry Conway | Ross Andru | Mars 1975 |
| Spider-Man est toujours sujet aux hallucinations de Mystério. Betty et Ned annoncent qu'ils vont se marier, et ils invitent Mary Jane et Peter au mariage. Alors que Peter parle à MJ au Bugle, il voit de loin Gwen Stacy, qu'il poursuit dans la rue. Croyant qu'il s'agit d'une illusion de Mystério, Spider-Man devient fou de rage et bat l'illusionniste. | | | | |
| | | | | |
| 143 | ... Et le vent crie : Cyclone ! (... And the wind cries : Cyclone !) | Gerry Conway | Ross Andru | Avril 1975 |
| Alors qu'il patrouille en ville la veille du Réveillon, l'Araignée voit encore Gwen Stacy dans la rue. Il n'a pas le temps d'aller la voir qu'elle s'engouffre dans une bouche de métro. Au Bugle, Robertson lui demande de rejoindre JJJ qui est parti à Paris et qui semble avoir été enlevé. À l'aéroport, Peter Parker échange son premier baiser avec Mary Jane Watson. A Paris, ils s'installent boulevard Saint-Germain. Robbie est sauvé d'une attaque par Spider-Man. Mais il doit rapidement faire face à un nouvel ennemi, le Cyclone, qui détient Jameson et qui demande une rançon d'un million de dollars. | | | | |
| Remarques | Première apparition de Cyclone. | Première apparition de Cyclone. | Première apparition de Cyclone. | Première apparition de Cyclone. |
| | | | | |
| 144 | La grande désillusion (The delusion conspiracy) | Gerry Conway | Ross Andru | Mai 1975 |
| A New York, May fait un malaise après avoir croisé Gwen Stacy dans la rue. Sur les toits de Paris, Spider-Man est à la recherche du Cyclone. Lorsqu'il trouve son repaire, il parvient à contrer ses pouvoirs en utilisant un énorme ventilateur. De retour à New York, rentrant dans son appartement, Peter découvre Gwen Stacy à sa porte, bien vivante, deux ans après sa mort. | | | | |
| | | | | |
| 145 | Gwen Stacy est vivante... (Gwen Stacy is alive... And, well...?) | Gerry Conway | Ross Andru | Juin 1975 |
| Peter est en état de choc : il ne peut croire que Gwen est vivante. Il croit à un canular et part à la recherche du coupable. Sa traque est interrompue car McGargan vient d'être libéré de prison et a repris ses activités sous l'identité du Scorpion. Il fait tomber l'Araignée dans une cuve de ciment mais il s'en sort. Peter retourne à son appartement, où l'attendent tous ses amis. Ned Leeds lui apprend que Gwen, qui est avec eux, est identique à l'originale, alors que le corps de la « vraie » Gwen est toujours dans sa tombe. Gwen s'effondre en larmes dans les bras de Peter et lui demande son aide. | | | | |
| | | | | |
| 146 | Scorpion... Où est ton dard? (Scorpion... Where is thy sting?) | Gerry Conway | Ross Andru | Juillet 1975 |
| Peter raccompagne Gwen à l'appartement de Betty Brant à Gramercy Park, où elle va loger. Mais alors qu'elle l'embrasse, Peter ne répond pas à son baiser, car il n'est pas certain de ses sentiments pour elle. Le Scorpion rencontre le Chacal qui lui propose une alliance contre Spider-Man. Le Scorpion pénètre dans la chambre où repose May à l'hôpital alors que Peter s'y trouve. Celui-ci se met à la poursuite du bandit et le livre à la police. | | | | |
| Remarques | Cette histoire se déroule chronologiquement juste avant Giant-Size Spider-Man #5. | Cette histoire se déroule chronologiquement juste avant Giant-Size Spider-Man #5. | Cette histoire se déroule chronologiquement juste avant Giant-Size Spider-Man #5. | Cette histoire se déroule chronologiquement juste avant Giant-Size Spider-Man #5. |
| | | | | |
| 147 | La tarentule est un insecte mortel (The tarentula is a very deadly beast) | Gerry Conway | Ross Andru | Août 1975 |
| Le Chacal s'allie avec la Tarentule, qui vient de s'échapper de prison. Peter croise Ned, qui a mené une recherche sur Gwen et qui a découvert qu'elle est un clone. MJ se confie à May au sujet de sa jalousie : depuis que Gwen est revenue, elle n'a plus vu Peter. Un coup d'éperon empoisonné de la Tarentule plonge Spider-Man dans l'inconscience. Lorsqu'il se réveille, il se retrouve enchaîné au sommet du pont d'où Gwen est morte. Le Chacal lui apprend qu'il a créé la nouvelle Gwen et qu'il considère Spider-Man comme responsable de la mort de la jeune femme. Il veut tuer Spider-Man comme lui a tué Gwen : il le pousse du haut du pont. | | | | |
| | | | | |
| 148 | Chacal, Chacal... Mais qui est le Chacal? (Jackal, Jackal... Who'got the Jackal?) | Gerry Conway | Ross Andru | Septembre 1975 |
| Enchaîné, Spider-Man tombe dans le vide. Il arrête sa chute grâce à sa toile et rentre chez lui. Ned Leeds contacte Peter pour savoir qui aurait pu détenir l'ADN de Gwen. Peter comprend que le professeur Warren devait avoir un échantillon de son ADN dans le cadre d'un TD à la fac. Ils rencontrent le professeur Warren, qui leur dit que les échantillons ont disparu. Spidey fait face à la Tarentule et l'assomme. Le Chacal surgit et lui apprend qu'il a enlevé Gwen Stacy et Ned Leeds. Il retire son masque et c'est le visage du professeur Warren qui apparaît. | | | | |
| | | | | |
| 149 | Même si je vis, je meurs (Even if I live, I die) | Gerry Conway | Ross Andru | Octobre 1975 |
| Le Chacal explique à l'Araignée que, ayant considéré Gwen Stacy comme sa propre fille, il l'a clonée après sa mort. Il donne rendez-vous à Peter au Shea Stadium à minuit. Lorsque Spidey arrive au stade, le Chacal révèle qu'il l'a cloné. Gwen Stacy fait prendre conscience à Warren de sa propre folie, et il délivre Ned Leeds, en se tuant. Le clone de Spider-Man meurt aussi. Gwen et Peter se rendent au cimetière pour déposer des fleurs sur la tombe de la Gwen morte. Elle décide de quitter Peter et de faire sa vie ailleurs. | | | | |
| | | | | |
| 150 | Spider-Man... ou Spider-Clone? (Spider-Man...or Spider-Clone?) | Archie Goodwin | Gil Kane | Novembre 1975 |
| Peter souffre de ce qu'il ne sait pas s'il est le clone ou l'original. Il demande de l'aide au Dr Connors, qui mène des examens sur lui. Il plonge dans un cauchemar où il se bat contre ses anciens ennemis, et aboutit à la conclusion qu'il est le véritable Peter Parker, car le clone avait été créé plusieurs semaines avant que Peter ne tombe amoureux de Mary Jane. Spidey se rend dans le bureau de Connors et déchire les résultats du test. | | | | |
| | | | | |
| 151 | Bataille sous la ville (Skirmish beneath the streets) | Len Wein | Ross Andru et John Romita Sr. | Décembre 1975 |
| Spider-Man fait disparaître le corps de son clone en le jetant dans une cheminée d'usine. Sur le campus, Flash, MJ et Peter croisent Harry Osborn, qui est sorti d'hôpital psychiatrique, guéri. Ils l'invitent à la fête qu'organise Jameson chez lui en l'honneur du futur mariage de Ned et Betty et annonce qu'il les transfère à l'antenne parisienne du Bugle. Une coupure de courant se produit cependant, causée par le Shocker ; Spidey le poursuit dans les égouts. Il fait s'écrouler les galeries, piégeant Spider-Man. | | | | |
| | | | | |
| 152 | Croqué par le Shocker (Shattered by the Shocker) | Len Wein | Ross Andru, Mike Esposito et Frank Giacoia | Janvier 1976 |
| Coincé dans les égouts alors que l'eau monte, Spider-Man parvient à s'échapper par une canalisation qui se déverse dans le fleuve. Il retourne à la fête chez Jonah, mais MJ est déjà partie, irritée de la disparition de Peter. Elle refuse de lui parler le lendemain à l'université. Pendant ce temps, le Shocker demande une rançon ; il menace de plonger la ville dans le noir s'il ne l'obtient pas. Spider-Man parvient à le capturer alors qu'il s'apprêtait à saboter la centrale électrique de la ville. | | | | |
| | | | | |
| 153 | Le cent mètres le plus long (The longest hundred yards) | Len Wein | Ross Andru | Février 1976 |
| Peter et Mary Jane accompagnent Ned qui va interviewer le Dr Bradley Bolton, une ancienne star de football américain reconvertie dans l'informatique. Des bandits qui ont enlevé sa fille font chanter l'inventeur. Peter l'apprend alors qu'il est en train de danser un slow avec MJ, qu'il doit abandonner à la fête. Alors que les malfrats refusent de rendre la fillette à son père, Spider-Man intervient. Il ne peut pas sauver le Dr Bolton qui reçoit une rafale de mitraillette en protégeant sa fille de son corps. | | | | |
| | | | | |
| 154 | L'Homme-Sable frappe toujours deux fois (The Sandman always strikes twice) | Len Wein | Sal Buscema | Mars 1976 |
| L'Homme-Sable doit commettre un vol pour un mystérieux individu qui l'a aidé à s'échapper de prison. Il en profite pour attirer Spider-Man dans un piège afin de le tuer avec un rayon cryogénique. Au cours du combat, c'est lui qui se trouve sur le trajet du rayon et qui finit gelé. Spidey vend les photos à Jameson. | | | | |
| | | | | |
| 155 | Qui a fait le coup ! (Whodunit !) | Len Wein | Sal Buscema | Avril 1976 |
| Le Dr Armstrong Smith, associé du défunt Bradley Bolton, est retrouvé mort devant l'ordinateur sur lequel il travaillait. Ensemble, ils avaient mis au point un logiciel, nommé W.H.O., permettant de ficher tous les criminels. Spider-Man interroge l'ordinateur qui lui donne le nom de trois suspects. Il s'agit de fausses pistes car c'est l'ordinateur qui a tué le Dr Smith. Il tente de faire subir le même sort à Spider-Man mais celui-ci s'arrange pour faire monter la température de la pièce ce qui grille les circuits de la machine. | | | | |
| | | | | |
| 156 | Par temps clair on aperçoit... un mirage (On a clear day, you can see... the Mirage) | Len Wein | Ross Andru | Mai 1976 |
| Peter a à peine le temps de régler le problème du W.H.O. que le soleil se lève : c'est enfin le jour du mariage de Ned Leeds et de Betty Brant. Une bande de voleurs, commandé par Mirage, s'invitent au mariage pour voler les invités. Harry essaie de s'interposer pour que Liz Allan ne soit pas volée, mais rien n'y fait. Spider-Man intervient et capture toute la bande. Les deux jeunes mariés partent s'installer à Paris. En rentrant chez elle, May découvre un clochard qui se révèle être le docteur Octopus. | | | | |
| | | | | |
| 157 | Le spectre qui hantait Octopus (The ghost that hunted Octopus) | Len Wein | Ross Andru | Juin 1976 |
| Harry et Liz Allen commencent à se plaire et vont boire un café ensemble. Pendant ce temps, Octopus a retrouvé May : il a survécu à l'explosion atomique en se réfugiant dans un tube blindé. Surgit brusquement Hammerhead sous forme d'un ectoplasme, qui poursuit Octopus de sa haine. Il s'enfuit en emmenant May avec lui à bord d'un hélicoptère. Spidey lance sa toile et s'y accroche, mais, alors qu'ils ont dépassé les 1 000 mètres d'altitude, Octopus coupe la toile qui retient Spider-Man. | | | | |
| | | | | |
| 158 | Hammerhead est lâché (Hammerhead is out) | Len Wein | Ross Andru | Juillet 1976 |
| Pour éviter une chute mortelle, Spider-Man se fabrique un parachute avec sa toile. Il retrouve le Dr Octopus, toujours accompagné de May Parker. Ils sont poursuivis par le fantôme d'Hammerhead jusqu'à un laboratoire de recherche nucléaire, qui est cerné par l'armée américaine. Octopus fabrique un accélérateur de particules dont le rayon devrait faire disparaître le fantôme ; malgré les mises en garde de Spider-Man, c'est l'inverse qui se produit et Hammerhead reprend son apparence physique. | | | | |
| | | | | |
| 159 | Bras dessus bras dessous dessus dessous etc. avec Doc Ock (Arm-in-arm-in-arm-in-arm-in-arm with Doctor Octopus) | Len Wein | Ross Andru | Août 1976 |
| Spider-Man, Hammerhead et Octopus se font face et se neutralisent les uns les autres. La pagaille devient générale lorsque la bande d'Hammerhead puis la police interviennent. Hammerhead s'échappe en emmenant May Parker. Spider-Man est obligé de s'allier avec le Dr Octopus pour sauver sa tante. Ils débusquent Hammerhead dans son repaire. Hammerhead s'enfuit à nouveau mais son hélicoptère s'abîme dans les eaux de l'Hudson. | | | | |
| | | | | |
| 160 | Voiture, mon assassin (My killer... the car) | Len Wein | Ross Andru | Septembre 1976 |
| Spider-Man est poursuivi par la Spider-Mobile, qui semble avoir pris vie. Peter se rend avec MJ, Harry et Liz au chevet de May, qui a été hospitalisée après avoir été prise dans la bataille entre Hammerhead et Octopus. Pendant ce temps, Jameson essaie de recruter une secrétaire de la qualité de Betty Brant. La Spider-Mobile conduit Spider-Man jusqu'au repaire du Bricoleur, qu'il avait combattu alors qu'il n'était qu'au lycée. Spidey le bat et rend la Spider-Mobile à l'entreprise qui lui avait donné. | | | | |
| Remarques | Retour du Bricoleur (dernière apparition dans Amazing Spider-Man #2). | Retour du Bricoleur (dernière apparition dans Amazing Spider-Man #2). | Retour du Bricoleur (dernière apparition dans Amazing Spider-Man #2). | Retour du Bricoleur (dernière apparition dans Amazing Spider-Man #2). |
| | | | | |
| 161 | Diablo, Diablo dans les ténèbres... (And the Nightcrawler came prowling, prowling) | Len Wein | Ross Andru | Octobre 1976 |
| Alors qu'il est à une fête foraine avec Mary-Jane, Peter Parker voit un homme se faire tuer d'un coup de fusil sur une montagne russe. Le X-Man Diablo, qui se trouve sur place, affronte Spider-Man : tous deux croit que l'autre est l'assassin. Le Punisher intervient et annonce qu'il va tuer l'un des deux combattants. | | | | |
| Remarques | Première apparition de Diablo. | Première apparition de Diablo. | Première apparition de Diablo. | Première apparition de Diablo. |
| | | | | |
| 162 | Le Punisher sera à la mesure du crime (Let the Punisher fit the crime) | Len Wein | Ross Andru | Novembre 1976 |
| Spider-Man et Diablo pensent que le Punisher est l'assassin, mais tous trois se trouvent sous le feu du véritable tireur. Le lendemain, Peter, à ESU, se rend compte que Mary Jane essaie de le rendre jaloux en restant avec Flash. Spidey mène son enquête de son côté mais se retrouve assommé. Il est captif du Puzzle qui cherche à se venger du Punisher. Les trois héros unissent leurs forces pour venir à bout du Puzzle et de ses hommes de main. | | | | |
| | | | | |
| 163 | Si tous les gars du Caïd... (All the Kingpin's men) | Len Wein | Ross Andru | Décembre 1976 |
| Lors d'une patrouille, Spidey voit un avion non-immatriculé à basse altitude, qui déploie des grandes griffes et vole un camion. Il perd sa trace et rentre chez lui : ses amis lui ont fait une surprise en lui donnant des meubles pour fournir son appartement. MJ drague toutefois Flash. Peter quitte la fête et monte sur le toit pour prendre l'air, et surprend Harry et Liz s'embrasser. Menant son enquête sur ce vol, Spider-Man affronte le Caïd. Alors qu'il va avoir le dessus, Spider-Man est aspergé par le Caïd d'un gaz soporifique. Il se réveille enchaîné à une curieuse machine. | | | | |
| | | | | |
| 164 | Dos au mur (Deadline) | Len Wein | Ross Andru | Janvier 1977 |
| Le Caïd a enchaîné Spider-Man à une machine lui permettant de drainer les forces du héros afin de faire sortir son fils du coma. Il laisse partir Spider-Man qui n'a plus que quelques heures à vivre. À bout de forces, Spider-Man se traîne chez le Dr Connors qui parvient à lui rendre momentanément ses forces. Celui-ci lui remet un appareil qui doit lui permettre de récupérer son énergie vitale. Spider-Man retrouve le Caïd et son fils sur les docks. Il récupère son énergie et doit affronter le Caïd qui veut venger son fils. Au cours du combat, le Caïd disparaît dans les eaux du port. | | | | |
| | | | | |
| 165 | Stegron dans la ville (Stegron stalks the city) | Len Wein | Ross Andru | Février 1977 |
| Stegron enlève le fils du Dr Connors pour l'obliger à construire un appareil redonnant vie aux dinosaures. Il essaie l'appareil sur des squelettes exposés au Museum d'histoire naturelle. Peter s'y trouve avec MJ, et ils en profitent pour clarifier la situation. Peter profite d'une coupure de courant pour enfiler son costume et se battre, mais Stegron parvient à s'enfuir, Spider-Man à ses trousses. Pendant ce temps, le Dr Connors redevient le Lézard. | | | | |
| Remarques | Cette histoire se déroule chronologiquement après Peter Parker: The Spectacular Spider-Man #1 et #2. Première apparition de Stegron. | Cette histoire se déroule chronologiquement après Peter Parker: The Spectacular Spider-Man #1 et #2. Première apparition de Stegron. | Cette histoire se déroule chronologiquement après Peter Parker: The Spectacular Spider-Man #1 et #2. Première apparition de Stegron. | Cette histoire se déroule chronologiquement après Peter Parker: The Spectacular Spider-Man #1 et #2. Première apparition de Stegron. |
| | | | | |
| 166 | La guerre des reptiles (War of the Reptile-Men) | Len Wein | Ross Andru | Mars 1977 |
| Stegron redonne vie à plusieurs dinosaures mais un combat à trois s'engage avec le Lézard et Spider-Man. Spider-Man arrose d'abord le Lézard de sérum anti-lézard avant de se lancer à la poursuite de Stegron et de ses monstres. Le Dr Connors, qui a retrouvé forme humaine, inverse l'effet de sa machine pour détruire les dinosaures. Stegron s'enfuit mais, tétanisé par le froid de l'hiver, il tombe dans une rivière gelée. Pendant ce temps, Flash et Harry organisent une fête pour inaugurer leur nouvel appartement ; Harry annonce que Liz a accepté sa demande en mariage. | | | | |
| | | | | |
| 167 | ...Quand le Spidericide attaque (...Stalked by the Spider-Slayer) | Len Wein | Ross Andru | Avril 1977 |
| La Dr Marla Madison, engagée par Jameson, finit de mettre au point un nouveau Spidericide. Celui-ci, dirigé par Jameson, devrait permettre de battre l'Araignée. Il retrouve Spider-Man, qui cherche à récupérer des photos adressées à Jameson. Spidey doit également faire face à un nouvel adversaire, le Feu-Follet. | | | | |
| Remarques | Cette histoire se déroule chronologiquement après Peter Parker: The Spectacular Spider-Man #4. Première apparition du Feu-Follet. | Cette histoire se déroule chronologiquement après Peter Parker: The Spectacular Spider-Man #4. Première apparition du Feu-Follet. | Cette histoire se déroule chronologiquement après Peter Parker: The Spectacular Spider-Man #4. Première apparition du Feu-Follet. | Cette histoire se déroule chronologiquement après Peter Parker: The Spectacular Spider-Man #4. Première apparition du Feu-Follet. |
| | | | | |
| 168 | Un vent de meurtre (Murder on the wind) | Len Wein | Ross Andru | Mai 1977 |
| Après s'être débarrassé du Spidericide, Spider-Man récupère les photos compromettantes pour son identité. Feu-Follet est contraint par le Dr Jonas Harrow de se défaire de Spider-Man. Au cours du combat, il renonce à devenir un tueur et se précipite sur son bourreau mais celui-ci à l'aide d'un appareil dissimulé dans sa poche le fait exploser. | | | | |
| | | | | |
| 169 | Confrontation (Confrontation) | Len Wein | Ross Andru | Juin 1977 |
| Jameson se rend chez Peter Parker pour l'accuser d'être Spider-Man. Il détient les photos de Spider-Man avec Peter (qui n'était en réalité que le clone de Peter, créé par le Chacal). Peter parvient à se disculper en lui faisant croire que les photos sont truquées. Harry Osborn va mieux depuis qu'il est fiancé avec Liz Allen et qu'il suit une psychothérapie avec le Dr Bart Hamilton. | | | | |
| Remarques | Première apparition du Dr Bart Hamilton. | Première apparition du Dr Bart Hamilton. | Première apparition du Dr Bart Hamilton. | Première apparition du Dr Bart Hamilton. |
| | | | | |
| 170 | Folie...Vue de l'esprit (Madness in all the mind) | Len Wein | Ross Andru | Juillet 1977 |
| Spider-Man est confronté au Dr Faustus, qui a survécu à sa dernière bataille contre Captain America. Il le plie à sa volonté grâce à un gaz hypnotique, qui fait vivre à Spidey des confrontations contre ses pires ennemis. Le Dr Faustus veut l'utiliser pour commettre ses crimes mais Spider-Man retrouve ses sens et le livre à la police. Pendant ce temps, un étrange individu décide de louer la maison de May Parker à Forest Hills pour accomplir une vengeance... | | | | |
| | | | | |
| 171 | Sous l'alias de Photon - Photon is another name for...? | Len Wein | Ross Andru | Août 1977 |
| Après le meurtre du Pr Ralph Conners par un certain Photon, Spider-Man s'allie à Nova pour démasquer l'assassin. Après quelques péripéties, il découvre qu'il s'agit de Jason Dean, un employé de la Maggia. Pendant ce temps, Harry annonce à Liz qu'il a bientôt fini ses rencontres avec son psychiatre, et que dès qu'il sera certain d'être guéri de sa psychose, ils pourront se marier. Une étrange figure dans l'obscurité suit Liz Allan et prépare sa vengeance... | | | | |
| Remarques | Cet épisode suit directement l'histoire commencée dans Nova #12. Première apparition de Nova et de Photon. | Cet épisode suit directement l'histoire commencée dans Nova #12. Première apparition de Nova et de Photon. | Cet épisode suit directement l'histoire commencée dans Nova #12. Première apparition de Nova et de Photon. | Cet épisode suit directement l'histoire commencée dans Nova #12. Première apparition de Nova et de Photon. |
| | | | | |
| 172 | Le démon du brasier (The fiend for the fire) | Len Wein | Ross Andru | Septembre 1977 |
| Tandis que Spider-Man arrête un nouveau malfrat qui se fait appeler le Roller Skater, Liz Allen rentre chez elle et découvre que quelqu'un est entré dans son appartement. Un mystérieux personnage l'attend. Liz agit bizarrement le lendemain, et Peter apprend qu'elle a été emprisonnée pour avoir tenté de voler des médicaments à l'hôpital. Il commence son enquête et se rend en tant que Spider-Man à l'hôpital : il se retrouve là nez à nez avec l'Homme de Métal, le demi-frère de Liz. | | | | |
| Remarques | Première apparition de Roller Skater. | Première apparition de Roller Skater. | Première apparition de Roller Skater. | Première apparition de Roller Skater. |
| | | | | |
| 173 | Si vous souffrez de la chaleur... (If you can't stand the heat..) | Len Wein | Ross Andru | Octobre 1977 |
| L'Homme de Métal se fait injecter un médicament qui lui rend son apparence humaine, mais la guérison est de courte durée. Libérée de prison, Liz Allen tente de raisonner son frère. Sombrant dans la folie, l'Homme de Métal tente de l'entraîner avec lui dans la mort mais elle est sauvée par Spider-Man. L'Homme de Métal est enseveli sous les décombres d'un immeuble et Liz, se sentant responsable de sa mort, s'enfuit loin de son fiancé Harry Osborn. Peter reçoit une lettre d'ESU lui annonçant qu'il devra prendre des cours du soir pour valider sa licence, car il n'a pas obtenu de notes suffisantes dans certaines matières. | | | | |
| | | | | |
| 174 | Hitman refait surface (The Hitman's back in town) | Len Wein | Ross Andru | Novembre 1977 |
| Harry Osborn est anéanti par le départ de sa fiancée. Peter et Flash l'emmenent chez son psychiatre pour qu'il récupère. Le mercenaire Hitman accepte un contrat sur la tête de Jameson. Alors qu'il s'apprête à enlever sa victime au siège du Bugle, Spider-Man et le Punisher interviennent chacun de leur côté. Profitant de la confusion, Hitman s'échappe en emmenant JJJ. | | | | |
| | | | | |
| 175 | Théâtre, la Grosse Pomme (Big Apple : Battleground) | Len Wein | Ross Andru | Décembre 1977 |
| Dans le cabinet de son psychiatre, Harry a un accès de démence qui fait ressortir sa personnalité de Bouffon Vert. Il saute à la gorge de son psychiatre. Le Punisher raconte à Spider-Man que Hitman est un de ses anciens compagnons d'armes du Viet-Nam qui a mal tourné. Dans l'affrontement final qui a lieu au sommet de la statue de la Liberté, le Punisher doit faire un choix entre sauver la vie de Spider-Man et celle de Hitman. | | | | |
| | | | | |
| 176 | Rira bien qui rira... (He who laughs last...) | Len Wein | Ross Andru | Janvier 1978 |
| Après le combat contre Hitman, Spider-Man ramène Jameson, sain et sauf, à son bureau. Alors que May Parker manifeste en faveur des droits des personnes âgées, elle est prise d'un malaise et doit être hospitalisée. Le Bouffon Vert s'en prend à Flash Thompson au moment où Spider-Man arrive. Pour mettre fin au combat, le Bouffon utilise la même technique qu'il avait utilisé avec Gwen Stacy : il jette Flash du haut de l'appartement. | | | | |
| | | | | |
| 177 | Avec ma gueule de bouffon (Goblin in the middle) | Len Wein | Ross Andru | Février 1978 |
| Spider-Man parvient à sauver Flash Thompson d'une chute mortelle. À l'hôpital, May Parker est victime d'une nouvelle attaque cardiaque. Le Bouffon Vert retient prisonnier un mystérieux individu masqué. Il s'introduit ensuite dans le repaire de Silvermane et lui propose de se débarrasser de Spider-Man ; ce dernier a réussi à suivre le Bouffon jusqu'au repère. Derrière une grille d'aération, il entend le Bouffon qui dit s'apprêter à révéler l'identité secrète de l'Araignée. | | | | |
| | | | | |
| 178 | Un bouffon dont l'œil se lève (Green grows the Goblin) | Len Wein | Ross Andru | Mars 1978 |
| Le Bouffon Vert s'allie avec Silvermane et annoncequ'il reviendra dans 24h avec la tête de Spider-Man sur un plateau. L'Araignée, qui l'a suivi jusqu'au repère, affronte les hommes de Silvermane. À cause du combat, il rate les appels de Mary Jane, qui est au chevet de May Parker et qui a besoin de sa signature pour une chirurgie du coeur. Spider-Man se fait capturer par le Bouffon Vert alors qu'il se rend à l'hôpital. | | | | |
| | | | | |
| 179 | Vert à n'en plus pouvoir (The Goblin's always greener) | Len Wein | Ross Andru | Avril 1978 |
| Spider-Man parvient à échapper au Bouffon et Peter peut se rendre à l'hôpital auprès de sa tante. Le Bouffon Vert se rend à l'opéra municipal, où Silvermane assiste à un spectacle, et terrorise les spectateurs. Peter y est envoyé par le Bugle et il enfile son costume pour mettre le Bouffon Vert hors d'état de nuire. Pendant ce temps, le mystérieux prisonnier du Bouffon Vert parvient à se défaire de ses liens ; il s'agit de Harry Osborn. | | | | |
| | | | | |
| 180 | Qui est ce bouffon avec qui tu traînes? (Who was that Goblin I saw you with?) | Len Wein | Ross Andru | Mai 1978 |
| Harry Osborn décide de reprendre le costume du Bouffon Vert pour aller combattre celui qui a usurpé son identité. Dans son combat avec le deuxième Bouffon Vert, Spider-Man parvient à lui ôter son masque. À sa grande surprise, il découvre le visage du Dr Bart Hamilton, psychiatre de Harry Osborn. Lorsque celui-ci apparaît les deux Bouffons Verts s'affrontent. Le Dr Hamilton est tué dans une explosion et Harry se réveille, croit-il, d'un cauchemar. Quand Peter le raccompagne chez lui, il découvre Liz Allan dans son appartement. | | | | |
| | | | | |
| 181 | Flash back (Flashback) | Inspiré par Stan Lee et Steve Ditko, écrit par Marv Wolfman | Sal Buscema et Mike Esposito | Juin 1978 |
| A l'anniversaire de sa mort, Spider-Man se rend sur la tombe de son oncle, Ben Parker. Il se remémore son passé, avec ses joies et ses peines, et ressent toute la culpabilité de ne pas avoir arrêté le tueur quand il le pouvait. Il repense à sa vie depuis : comment il a été détruit par la mort de Gwen Stacy, sa reconstruction depuis son décès. Il laisse en souvenir sur la tombe de Ben Parker le microscope qu'il avait économisé longtemps pour lui acheter. | | | | |
| Remarques | Cette histoire se déroule chronologiquement avant ASM #176. | Cette histoire se déroule chronologiquement avant ASM #176. | Cette histoire se déroule chronologiquement avant ASM #176. | Cette histoire se déroule chronologiquement avant ASM #176. |
| | | | | |
| 182 | Le Roller Skater est de retour (The Rocket Racer's back in town) | Marv Wolfman | Ross Andru | Juillet 1978 |
| Spider-Man poursuit le Roller Skater qui a volé des documents pour le compte d'un certain Jackson Weele, mais il le perd dans le métro new-yorkais. Peter reçoit une lettre d'ESU, qui lui propose une bourse d'enseignement pour son doctorat. May Parker semble se remettre. Peter se rend chez Mary Jane et la demande en mariage. | | | | |
| Remarques | Première apparition de Jackson Weele. Peter demande en mariage Mary Jane pour la première fois. | Première apparition de Jackson Weele. Peter demande en mariage Mary Jane pour la première fois. | Première apparition de Jackson Weele. Peter demande en mariage Mary Jane pour la première fois. | Première apparition de Jackson Weele. Peter demande en mariage Mary Jane pour la première fois. |
| | | | | |
| 183 | Jusqu'où ira Big Wheel, qui peut le prévoir ? (And where the Big Wheel stops, nobody knows?) | Marv Wolfman | Ross Andru | Août 1978 |
| Spider-Man affronte à nouveau le Roller Skater, dont la mère repose dans la même chambre d'hôpital que May. Jackon Weele survient sous l'apparence de Big Wheel afin de se venger du Roller Skater qui l'a doublé. Au cours du combat, Big Wheel disparaît dans les eaux du fleuve et le Roller Skater en profite pour échapper à Spider-Man. Mary Jane Watson, souhaitant garder son indépendance, rend sa bague de fiançailles à Peter Parker et casse avec lui. Lorsqu'il ouvre la porte de son appartement, Peter tombe sur quelqu'un qu'il ne pensait pas voir. | | | | |
| Remarques | Peter et Mary Jane se séparent. | Peter et Mary Jane se séparent. | Peter et Mary Jane se séparent. | Peter et Mary Jane se séparent. |
| | | | | |
| 184 | Dragon blanc...Mort rouge (White dragon! Red death!) | Marv Wolfman | Ross Andru | Septembre 1978 |
| Déprimé après sa rupture avec Mary Jane, Peter rentre chez à son appartement. Il y trouve son ancienne petite-amie, Betty Brant, qui a quitté son mari Ned Lands. Elle sous-entend qu'elle souhaite qu'ils redonnent une chance à leur couple. Peter essaie de s'échapper de la situation en allant à l'université, mais Betty vient avec lui. Philip Chang, un étudiant que connaît Peter, se fait enlever par le Dragon blanc Spider-Man qui tente de le délivrer se fait capturer à son tour. | | | | |
| Remarques | Première apparition de Philip Chang et du Dragon blanc. | Première apparition de Philip Chang et du Dragon blanc. | Première apparition de Philip Chang et du Dragon blanc. | Première apparition de Philip Chang et du Dragon blanc. |
| | | | | |
| 185 | | Marv Wolfman | Ross Andru | Octobre 1978 |
| | Araignée qui scintille et luit (Spider, spider, burning bright) | | | |
| Spider-Man se bat contre le Dragon blanc en plein milieu de Chinatown. Il boucle les issues en tissant une toile à l'embouchure des quatre rues qui encadrent une place. Piégée, le Dragon blanc est battu. Spidey délivre Philip Chang, qui faisait l'objet de chantage de la part du gang du Dragon blanc. | | | | |
| | La remise des diplômes à l'E.S.U. (The graduation of Peter Parker) | | | |
| C'est la journée de remise des diplômes pour Peter. Il invite Betty Brant, qui le drague depuis plusieurs jours. Peter ne trouve pas son nom sur la liste des diplômés, et il attend toute la cérémonie dans les gradins. Il fait un bilan de ces années à l'université, des amis qu'il s'est faits, et de celle qu'il a perdu, Gwen, qu'il ne pourra pas oublier. A la fin de la cérémonie, le doyen lui annonce qu'il n'aura pas son diplôme car a oublié de valider un crédit, celui du cours de sport. Il n'obtiendra donc son diplôme qu'après avoir validé le cours pendant l'été. | | | | |
| Remarques | ASM #185 clôt l'arc narratif des années à l'université. | ASM #185 clôt l'arc narratif des années à l'université. | ASM #185 clôt l'arc narratif des années à l'université. | ASM #185 clôt l'arc narratif des années à l'université. |
| | | | | |

- Cet article est partiellement ou en totalité issu de l'article intitulé « Liste des épisodes de Spider-Man » (voir la liste des auteurs).